# Naufrage du Titanic
Vous lisez un « article de qualité » labellisé en 2009.
Le naufrage du Titanic a mis fin à la traversée inaugurale du RMS Titanic, paquebot qui devait relier Southampton à New York. Il se déroule dans la nuit du 14 au 15 avril 1912 dans l'océan Atlantique Nord au large de Terre-Neuve. Le navire heurte un iceberg sur tribord le dimanche 14 avril 1912 à 23 h 40 et coule en moins de trois heures, à 2 h 20. Entre 1 490 et 1 520 personnes périssent, ce qui fait de ce naufrage l'une des plus grandes catastrophes maritimes en temps de paix et la plus meurtrière pour l'époque. De nombreuses personnalités périssent durant le naufrage, parmi lesquelles les milliardaires Benjamin Guggenheim et John Jacob Astor. Il est difficile de savoir précisément combien de personnes périrent, notamment du fait que le contrôle des billets n'était pas aussi fiable qu'aujourd'hui, et qu'il est possible que certains passagers ne soient pas montés au dernier moment sur le paquebot. Le nombre le plus probable de victimes serait 1496 morts.
Le Titanic est un paquebot transatlantique britannique de la compagnie britannique White Star Line, construit à l'initiative de Bruce Ismay, et conçu par l'architecte Thomas Andrews au sein des chantiers navals de Harland & Wolff d'Irlande du Nord. Sa construction débute en 1909 à Belfast et se termine en 1912. C'est le plus luxueux et le plus grand paquebot jamais construit au moment de son lancement. Sa construction fait suite à celle d'un navire quasiment identique, l'Olympic. En effet, le Titanic fait partie d'un trio de Sister-ships : l'Olympic, lancé en 1910 et premier navire de la classe éponyme, le Titanic, et enfin le Britannic, qui n'aura jamais l'occasion de naviguer sous pavillon commercial puisqu'il est réquisitionné en navire-hôpital pendant la Première Guerre, puis coulé au large des côtes Grecques. Le Titanic est pourvu de seize compartiments étanches servant à protéger le navire d'avaries importantes. Les médias lui donnent ainsi une image de navire fiable, même si, contrairement à la légende diffusée après le naufrage, il n'a jamais été considéré comme insubmersible par ses constructeurs,,.
Le naufrage a été un choc dans le monde entier, notamment à New York et en Angleterre. Il s'agit d'une des premières nouvelles ayant une portée internationale, et à cause du flou autour de la catastrophe avant l'arrivée du RMS Carpathia à New York, d'un des premiers cas de fake news à grande échelle. Après le naufrage, deux commissions d'enquête (une commission américaine et une anglaise, le navire battant pavillon britannique mais embarquant bon nombre d'Américains) ont été menées, et leurs conclusions ont servi à améliorer la sécurité maritime, notamment grâce à de nouvelles réglementations et à la création de la patrouille internationale des glaces. Plusieurs facteurs se conjuguent pour expliquer à la fois le naufrage et le nombre élevé des passagers à ne pas y avoir survécu. Le navire ne disposait pas de canots de sauvetage en nombre suffisant, les passagers ont cru un long moment durant le naufrage que le Titanic ne coulerait pas, et l'équipage n'avait jamais été entraîné à gérer ce type d'événement. De ce fait, l'évacuation des passagers a été organisée de manière peu optimale et les canots ont été sous-chargés. Les agissements du capitaine Edward Smith ont également été dénoncés, notamment pour avoir maintenu le paquebot à une vitesse trop élevée malgré des avertissements sur la présence d'icebergs,, ainsi que pour son manque d'entraînement dans les jours précédant la traversée. Les circonstances météorologiques et climatiques ont également joué un rôle déterminant.

## Prologue

### Départ et premiers jours de traversée

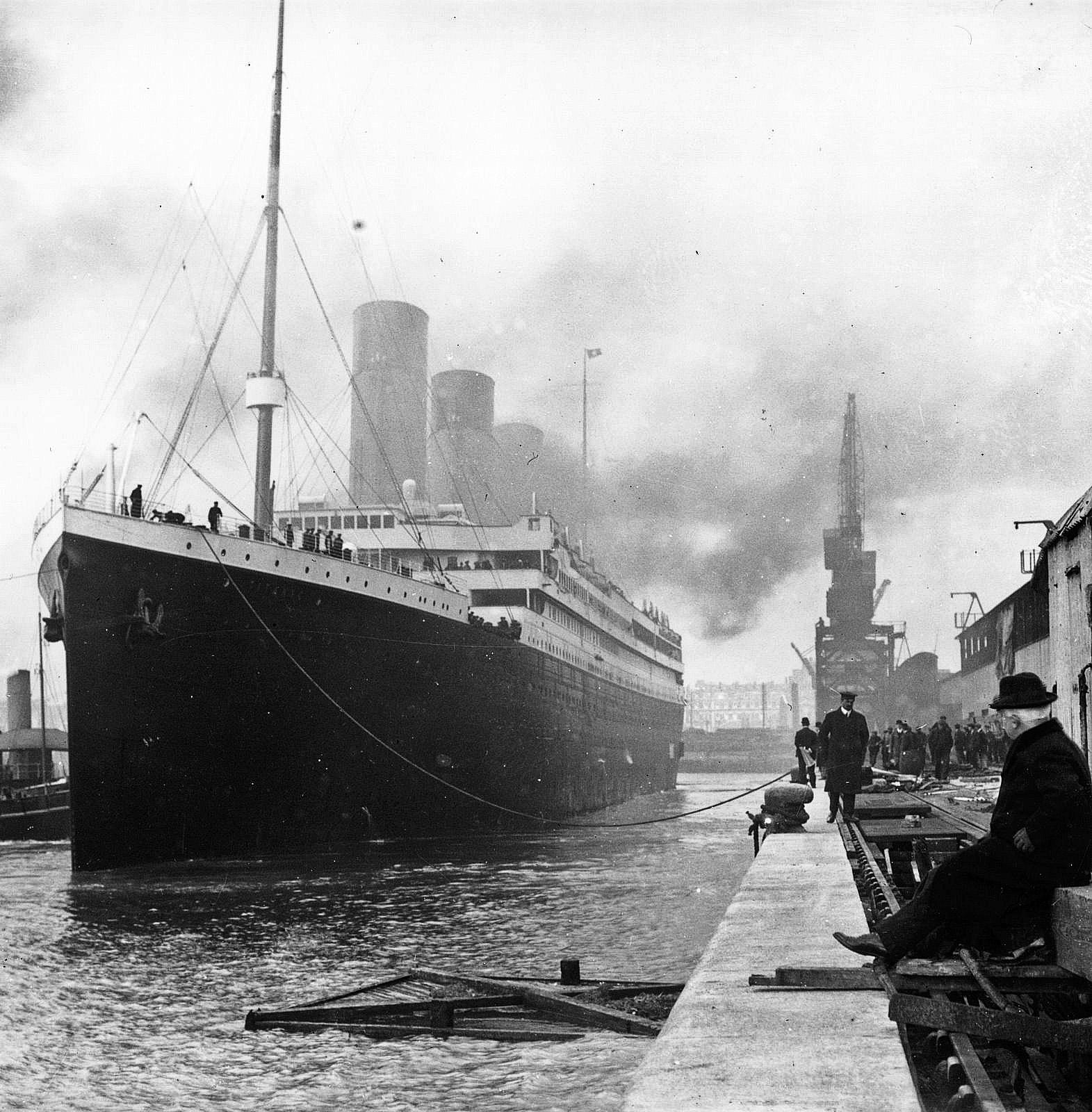
Le Titanic à Southampton, le 10 avril 1912.

Le Titanic appareille de Southampton en Angleterre le 10 avril 1912 à 12 h 15. Il atteint ensuite Cherbourg en France à 18 h 30, puis Queenstown en Irlande le 11 avril 1912 à 11 h 30. Les Irlandais qui embarquent à ce moment-là sont en grande majorité des passagers de 3e classeimmigrant vers les États-Unis. Il y a alors environ 2 200 passagers à bord du Titanic. Il est cependant impossible de déterminer exactement le nombre de personnes à bord du navire à cause des annulations de dernière minute et de la présence de passagers clandestins.

Itinéraire prévu pour le RMS Titanic.

Thomas Andrews, l'architecte du Titanic, est le premier passager à monter à bord du paquebot à Southampton. Bruce Ismay, le président de la White Star Line, embarque un peu plus tard. Beaucoup de passagers célèbres prennent également place à bord dans ce port, parmi lesquels Isidor Straus, le propriétaire des grands magasins Macy's à New York. À Cherbourg, d'autres passagers importants embarquent, parmi lesquels John Jacob Astor, un homme d'affaires qui est le plus fortuné des passagers, ainsi que Margaret Brown, une militante des droits de l'homme, et Benjamin Guggenheim, un magnat de l'industrie du cuivre qui voyage avec sa maîtresse, ou encore l'homme d'affaires et politique Isidor Strauss et son épouse.

### Signalement d'icebergs

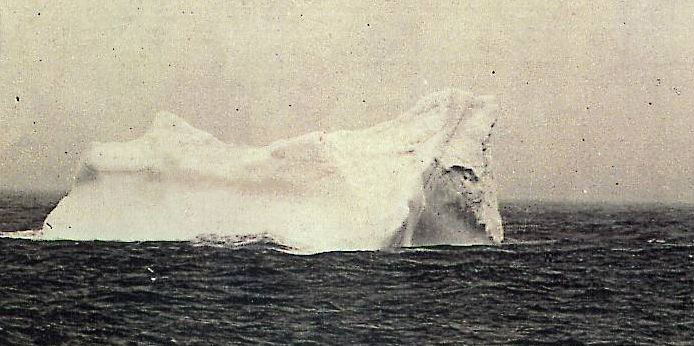
L'un des icebergs soupçonnés d'être celui qui a été heurté par le Titanic.

Les premiers jours sont sous le signe de l'euphorie. Rarement un bateau a proposé autant de divertissements, et les routines se mettent en place. L'insouciance se répand parmi les passagers, et la vigilance baisse. Néanmoins, ce n'est pas le cas pour tous : ainsi, pour les deux opérateurs, la nuit du 12 avril est passée à réparer la radio, celle-ci étant tombée en panne; et un incendie se déclare avant même le départ dans une des soutes à charbon, qui est éteint dans les premiers jours de traversée.
Le 14 avril, alors que le Titanic a déjà parcouru 1 451 milles (2 687 kilomètres), le Caronia signale, vers 9 h 0, des glaces à 42° N, 49° O jusqu'à 51° O. En début d'après-midi, trois navires, le Baltic, l'Amerika et le Noordam, signalent des glaces à peu près au même endroit. En soirée, un cinquième navire, le Californian, envoie le même message, dont le commandant ne tient pas compte. À 19 h 30, le paquebot reçoit trois nouveaux messages du Californian lui signalant de grands icebergs. À 21 h 40, alors que la température n'est plus que de quelques degrés centigrades, le Mesaba envoie lui aussi un signalement de glaces, lequel n'est pas remis aux veilleurs du nid-de-pie. À 22 h, les deux veilleurs de quart sont remplacés par Frederick Fleet et Reginald Lee. Ils ne sont pas équipés de jumelles, la clef de la boite contenant celles-ci n'ayant pas été transmise. Bien que selon Fleet, des jumelles auraient permis de mieux distinguer l'iceberg, les experts en sont moins certains. En effet, les conditions météorologiques la nuit du 14 avril 1912 étaient exceptionnelles, ne permettant pas de distinguer le moindre objet au loin du fait de l'absence de vagues (et donc de remous autour des icebergs) et la présence de potentiels mirages. La température extérieure devient nulle ainsi que celle de l'eau une demi-heure plus tard. À 22 h 55, Cyril Evans, l'opérateur radio du Californian, alors pris dans la glace à 20 milles au nord du Titanic, envoie un message à tous les navires alentour. Sur le Titanic, il est intercepté par l'opérateur radio Jack Phillips qui répond « Dégagez ! Taisez-vous ! Taisez-vous ! Je suis en communication avec Cap Race ! ». « Shut up » était une formule courante parmi les opérateurs radio pour demander poliment aux autres de « garder la ligne libre ». Evans entend le Titanic pour la dernière fois à 23 h 25 qui communiquait avec Cap Race (Terre-Neuve). Il éteint la radio à 23 h 35. Bien qu'étant le seul télégraphiste à bord, il n'avait pas obligation de rester en veille en permanence.

## Déroulement

### 23h40: Collision

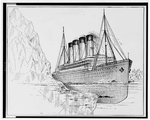
Illustration montrant l'hypothèse selon laquelle l'iceberg découpa une balafre dans la coque, hypothèse contredite avec la découverte de l'épave en 1985.

La nuit du 14 avril 1912 est particulièrement calme sur l'Atlantique Nord. C'est une nuit sans lune, l'obscurité est totale et la mer est d'huile. Il n'est pas aisé d'avoir la moindre visibilité à plus de quelques dizaines de mètres devant le navire. Les remous sur les icebergs, qui permettent habituellement de les distinguer, n'ont pas lieu ce soir-là.
À 23 h 40, par 41°46' N et 50°14' O, alors que le Titanic avance à 22,5 nœuds (41,7 km/h), le veilleur Frederick Fleet aperçoit un iceberg droit devant à moins de cinq cents mètres et s'élevant à environ trente mètres au-dessus du niveau de l'eau. Il sonne la cloche trois fois et téléphone immédiatement à la passerelle. Le 6e officier James Paul Moody reçoit l'appel et transmet immédiatement le message au 1er officier William Murdoch, alors de quart. Celui-ci essaie de faire virer le navire vers bâbord (à gauche) et donne donc l'ordre de mettre la barre à droite : « Hard a'starboard »,. Cependant, il existe un débat quant aux ordres exacts qui ont été donnés aux mécaniciens. Selon l'officier Joseph Boxhall, Murdoch a ordonné de mettre immédiatement les machines en « arrière toute » (« Full astern »), mais selon d'autres témoignages, Murdoch a fait stopper les machines. Le chef de chauffe Frederick Barrett déclare quant à lui que le transmetteur d'ordres indiquait « Stop ». Le personnel de la salle des machines témoigne également un animement dans ce sens.
37 secondes plus tard, le navire vire, mais heurte l'iceberg par tribord. Le choc fait alors sauter les rivets et ouvre ainsi une voie d'eau dans la coque sous la ligne de flottaison. Un important bloc de glace tombe également sur le pont. Les portes étanches sont alors immédiatement fermées par Murdoch afin d'éviter un envahissement plus important. Mais l'eau commence à remplir les cinq premiers compartiments du bateau. Or, le Titanic ne peut flotter qu'avec au maximum quatre de ses compartiments avant remplis d'eau. De plus, les cloisons ne couvrent pas toute la hauteur du navire. Ainsi, une fois pleins, les premiers compartiments vont se déverser dans les suivants, notamment par Scotland Road, coursive parcourant le navire sur presque toute sa longueur du pont E, juste au-dessus des cloisons étanches. L'étrave commence dès lors à s'enfoncer (le navire prend une assiette négative). À 23 h 50, l'avant du bâtiment s'est déjà enfoncé de 4 mètres sous la mer. Les cinq premiers compartiments étanches commencent à être inondés, ainsi que la chaufferie no 5 .

### État des lieux
Le choc avec l'iceberg est perçu différemment en fonction de sa situation sur le bateau. Certains évoquent une secousse plus ou moins intense, quand d'autres ayant leur hublot ouvert ont reçu de la glace dans leur cabine. Elle est clairement ressentie par le commandant Edward Smith, qui se trouve dans sa cabine. Il se rend alors immédiatement sur la passerelle et se fait informer de la collision par l'officier William Murdoch. Il ordonne alors de stopper les machines et envoie le 4e officier Joseph Boxhall s'informer des dégâts. Cependant, l'officier, qui fait une inspection rapide, ne remarque rien et rassure le commandant. Ce dernier demande pourtant une inspection plus détaillée au charpentier qui découvre une voie d'eau.

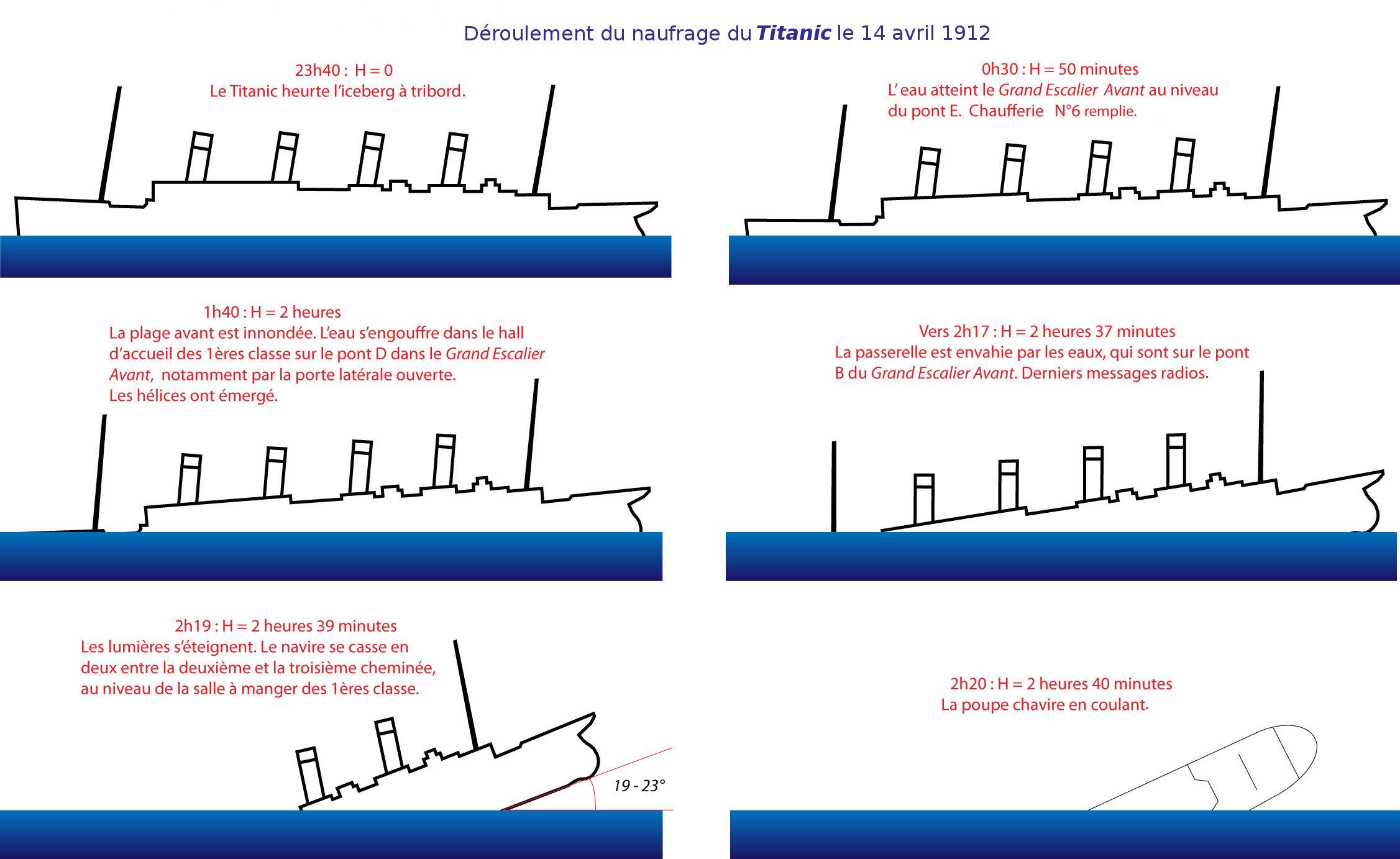
Les différentes étapes du naufrage du Titanic.

Le capitaine fait alors appel à Thomas Andrews, l'architecte du paquebot, et les deux hommes partent faire leur inspection. Ils découvrent que la salle de tri du courrier est inondée. Andrews comprend alors que cinq compartiments sont déjà envahis, ce qui condamne le navire. Il établit alors un pronostic : le navire coulera dans une heure ou deux tout au plus. À 0 h 5, le court de squash, dix mètres au-dessus de la quille, est sous l'eau. À 0 h 20, l'eau envahit déjà les quartiers de l'équipage, à l'avant du pont E.

### Signaux de détresse

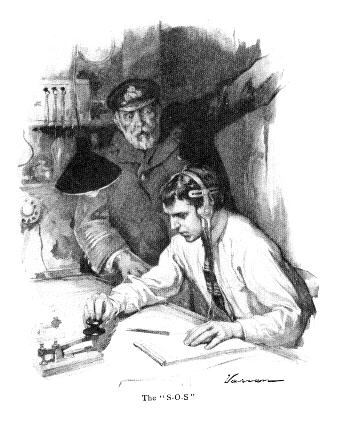
Le commandant Edward Smith fait transmettre les messages de détresse à Jack Phillips.

À 0 h 10, le 4e officier Joseph Boxhall estime la position du navire à 41°46' N, 50°14' O. À 0 h 15, le premier appel de détresse est envoyé en signal CQD par TSF sur la longueur d'onde des 600 mètres. À 0 h 45, le signal CQD est transformé en SOS sur ordre du capitaine Smith, et le RMS Carpathia, un navire ayant capté le signal de détresse, fait route à toute vapeur. Ce navire, bien que lent car voguant généralement à 15 nœuds, bat tous ses records cette nuit-là, en atteignant 17,5 nœuds. La salle des machines est en ébullition. Le capitaine et son équipage ont fait preuve d'un héroïsme sans pareil, et la présence de nombreuses glaces ne fit que leur compliquer la tâche.

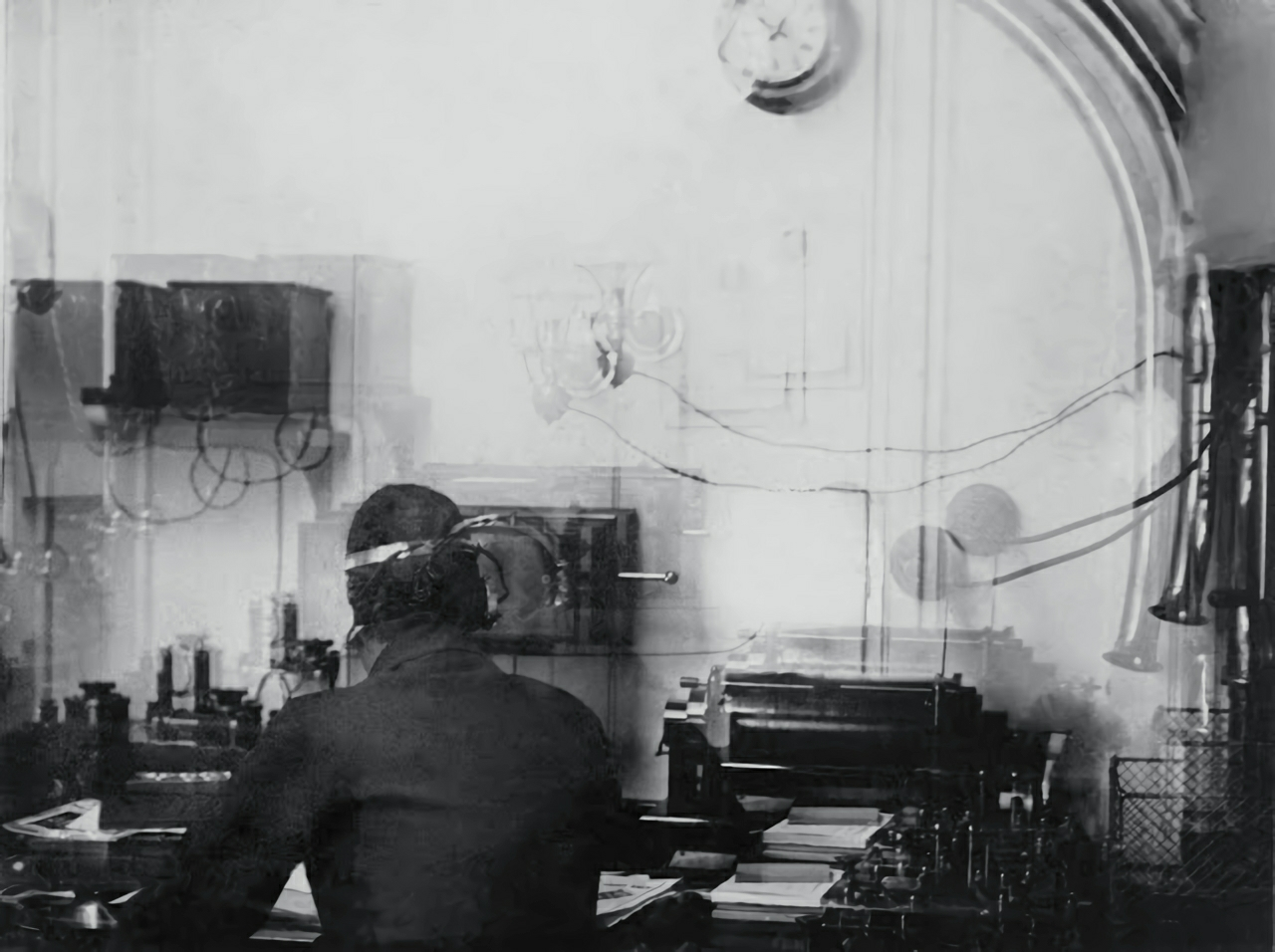
Salle radio du Titanic - Seule photo connue à ce jour. Harold Bride à la manoeuvre de l'appareil.

Divers navires ont apparemment aperçu ou entendu ces signaux. L'officier en second du SS Californian a aperçu les fusées de détresse du Titanic, sans en comprendre l'urgence. En effet, son capitaine et lui interprètent les fusées comme un signalement du blocage du Titanic dans les glaces, puis sa gîte comme un changement de bord, et enfin l'extinction des feux comme une pratique commune de nuit, notamment sur les lignes d'Extrême-Orient, sur lesquelles le capitaine du Californian avait navigué. Sur ce même navire, l'opérateur radio est parti se coucher peu avant l'instant où le message de détresse du Titanic a été envoyé. Parmi les navires ayant bien reçu le SOS, l'Olympic (sister-ship du Titanic) se trouve à plus de 500 milles (926 km) et il lui est de fait impossible d'arriver à temps, le Mount Temple se trouve à 49 milles (90 km), le Frankfurt à 153 milles (285 km), et les navires Birma, Baltic et Virginian sont respectivement à 70, 243 et 170 milles. Le Carpathia étant seulement à 58 milles (107 km), c'est lui qui tente de porter secours au Titanic. L'opérateur radio était alors en train de se déshabiller pour se mettre au lit, défaisant ses lacets. L'historien Philippe Masson évoque l'hypothétique présence d'un bateau de pêche, qui aurait été aperçu et signalé par les naufragés (et qui s'ajouterait donc aux feux du Californian vus par les passagers), mais qui aurait préféré éteindre ses lumières et disparaitre dans la nuit, afin de ne pas se trouver impliqué. Il ne s'agit que d'une hypothèse.
À intervalles réguliers et ceci jusqu'à 1 h 40, des fusées de détresse sont envoyées. Il en est de même pour les SOS, qui sont envoyés jusqu'à 2 h 17, soit 3 minutes avant que le navire sombre. Le dernier message radio perçu par le Carpathia est le suivant :  "CQD CQD SOS SOS Titanic. We are sinking fast. Cannot last much longer." (« CQD CQD SOS SOS Titanic. Nous coulons rapidement. Nous ne tiendrons plus très longtemps »),.

### Évacuation des passagers

#### 00h00: organisation

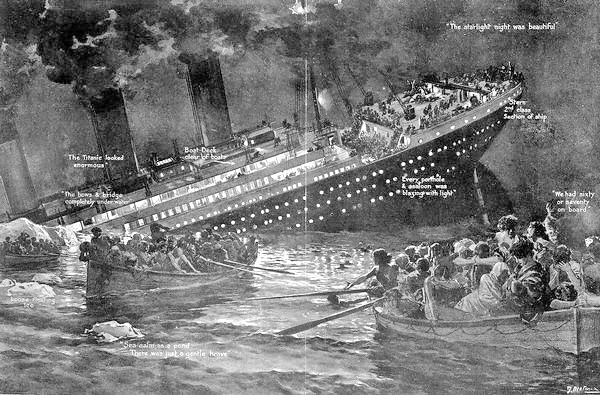
Illustration, du National Maritime Museum.

À 0 h 5, le commandant fait rassembler l'équipage et enlever les tauds (toiles de protection) des embarcations. Pendant ce temps, en première classe, seuls quelques passagers se sont rendu compte que le navire avait stoppé ses machines. Les stewards passent alors dans les cabines pour inviter les passagers à mettre des vêtements chauds et un gilet de sauvetage, puis leur demandent de se rendre sur le pont des embarcations. Beaucoup sont réticents à enfiler les gilets. Afin de rassurer les passagers, l'équipage leur assure qu'il s'agit d'un « exercice ». Seuls quelques passagers se dirigent vers le pont des embarcations pour monter dans un canot ; la majorité ne s'inquiète pas, et reste un long moment à l'intérieur du navire.
L'évacuation des passagers dans les canots de sauvetage est organisée de la façon suivante : le 1er officier William Murdoch est chargé de tous les canots situés à tribord (c'est-à-dire tous les canots portant un numéro impair en plus des canots A et C) et le 2e officier Charles Lightoller est chargé de tous les canots situés à bâbord (tous les canots portant un numéro pair en plus des canots B et D).
Pour assurer la bonne organisation de l'évacuation, il est crucial de maintenir l'énergie électrique du navire le plus longtemps possible. Cependant, l'eau froide s'introduisant dans le navire risque de faire exploser les chaudières à cause du choc de température. Les chauffeurs sont donc mobilisés pour évacuer les vapeurs d'eau contenues dans les chaudières. La vapeur purgée par les cheminées du Titanic crée un bruit assourdissant sur le pont des embarcations, empêchant Murdoch et Lightoller de facilement communiquer avec les passagers, et gênant les opérateurs radio pour émettre les messages de détresse. Les officiers occupés à préparer les canots sont alors obligés de hurler ou de communiquer par signes. Les bruits diminuent ensuite progressivement, jusqu'à cesser vers 0 h 40.

#### 00h25: lent début d'évacuation
À 0 h 25, l'ordre est donné de faire monter les femmes et les enfants en premier dans les canots de sauvetage. Au même moment, l'orchestre se met à jouer du ragtime à l'avant du pont des embarcations sur ordre du commandant Smith qui veut ainsi éviter tout début de panique. Malgré cela, l'évacuation est très lente, la majorité des passagers refusant d'embarquer, car ne croyant pas à l'imminence du naufrage. Il y a vingt canots de sauvetage à bord du Titanic, pour une capacité totale de 1 178 personnes (rappelons que 2 200 personnes sont à bord, et que la capacité maximale du navire était de 3 300 personnes). Les canots numérotés 1 et 2 peuvent contenir 40 personnes, et ceux numérotés de 3 à 16 ont une capacité de 65 personnes. Le navire possède également quatre canots repliables (collapsible) identifiés par des lettres (A, B, C, D) et pouvant contenir 47 personnes. Les collapsible A et B se trouvent au dessus du quartier des officiers, sur le pont B, et devront donc être descendus, non sans mal.
Pendant le naufrage, le capitaine Smith attribue la gestion de l'évacuation à Portside (bâbord) à Charles Lightoller, et à Starboard (tribord) à William Murdoch. Concernant les premiers canots, les officiers à bâbord y font monter uniquement femmes et enfants, Lightoller insistant pour respecter cette règle à la lettre. Le naufrage de La Bourgogne n'a alors que 14 ans et demeure dans encore toutes les mémoires.
À tribord, Murdoch fait charger chaque canot d'abord par des femmes et enfants, puis les fait compléter par des hommes lorsqu'il n'y a plus personne aux alentours. Les 1res classes sont avantagées pour obtenir une place dans ces premiers canots, étant donné la proximité de leur cabine avec les ponts A et B, et la meilleure assistance dont ils bénéficient pour rejoindre les canots, ainsi que les deuxièmes classes dans une moindre mesure. En effet, en première classe, un steward était attribué pour quelques cabines, parfois même un par cabine pour les plus fastueuses. Les passagers eurent donc de l'aide pour s'habiller et s'orienter dans le navire.
Les troisièmes classes demeurent dans les ponts les plus proches de l'eau, et ont donc beaucoup plus de couloirs et escaliers à emprunter avant d'accéder aux ponts extérieurs. Ils restent malheureusement piégés dans les nombreuses coursives du navire, et parviennent difficilement à s'extirper. Plusieurs convois de matelots sont envoyés et descendent chercher des groupes de passagers, mais certains ne remonteront jamais.
À 0 h 40, le canot no 7 est le premier affalé à tribord avec 28 passagers pour 65 places (43% de sa capacité, ce qui sera une constante ce soir là). J. Boxhall tire la première fusée de détresse et le canot no 5 voisin est mis à la mer, avec 35 passagers à bord. Ces canots comprennent pourtant beaucoup de passagers masculins. Comme évoqué, W. Murdoch complète les canots avec des hommes, pour compenser le faible nombre de passagers acceptant de monter dans un canot pour l'instant, du fait de la confusion ambiante. À 0 h 55, le canot no 3 part avec 32 personnes, puis à 1 h 5 le canot no 1 est affalé avec seulement douze personnes à son bord (sur 40 possibles),.
À 0h45, la première fusée de détresse est tirée.
À bâbord, le processus est plus lent. Vers une heure, le canot no 8 est le premier canot affalé de ce côté, avec seulement 25 personnes à bord. Dix minutes plus tard environ, le canot no 6 est mis à la mer avec 24 personnes embarquées, parmi lesquelles Arthur Peuchen, unique passager masculin du canot, car officier de quart. Margaret Brown prend également place dans ce canot.

Plan des canots sur le Titanic, en vue « aérienne ».

#### À partir de 1h15: accélération du départ des canots

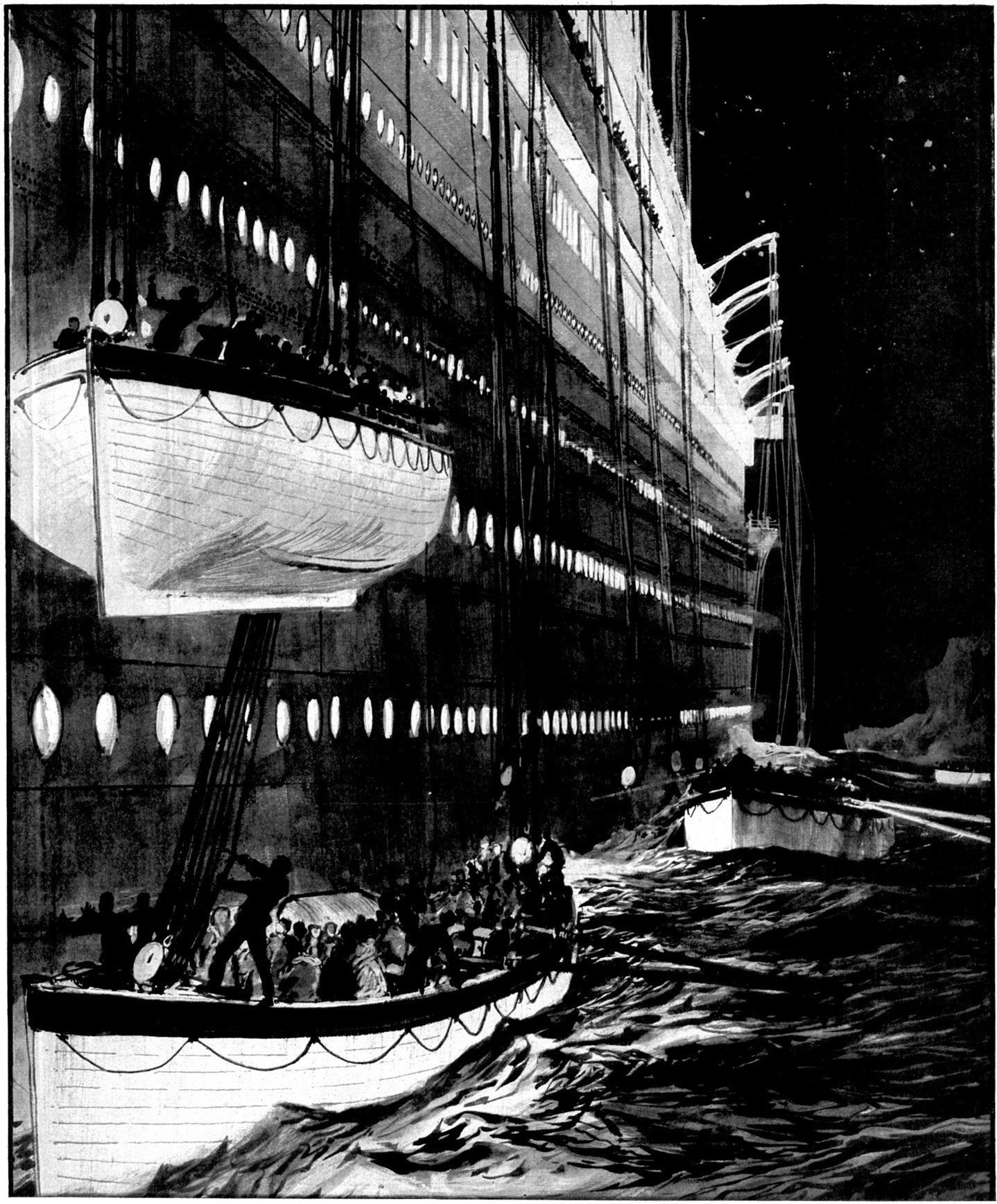
Dessin montrant le canot no 15 manquant d'écraser le canot no 13.

À partir de 1 h 15, l'eau commence à envahir la proue du navire et les passagers, qui étaient alors incrédules, commencent à se résoudre à la réalité du naufrage ; l'évacuation s'accélère donc à partir de ce moment. Le navire coule alors depuis 35 minutes.
Les passagers de troisième classe commencent à arriver en nombre sur le pont des embarcations. Entre 1 h 20 et 1 h 30, les trois canots de bâbord no 16, no 14 et no 12 sont affalés dans cet ordre, avec environ une quarantaine de personnes chacun. À bord du canot no 14, le 5e officier H. Lowe tire trois coups de feu en l'air pour dissuader les passagers de plus en plus paniqués qui tentent de monter de force à bord. Ce fait est néanmoins contesté, certains affirmant l'avoir vu tirer sur des passagers, d'autres défendant qu'il tira en l'air. Les fenêtres du pont B sont ouvertes à bâbord comme à tribord, pour permettre aux passagers de sauter dans les canots en cours de descente.
À tribord, les quatre canots arrière sont tous affalés rapidement entre 1 h 30 et 1 h 40. Dans l'ordre, le canot no 9 part avec environ 40 personnes, le no 11 avec 50, et au même moment les canots no 13 et no 15 avec respectivement 55 et près de 70 personnes . Ce dernier canot est le seul à être chargé à pleine capacité ; il est surtout occupé par des hommes. Au moment où le canot no 13 touche l'eau, il dérive en dessous du canot no 15 qui est en train de descendre (voir image à droite). Le canot no 13 réussit à se dégager de justesse, manquant l'écrasement de peu.
Les canots de sauvetage situés à bâbord sont nettement moins chargés car les femmes et les enfants ne suffisent pas à les remplir. Cette différence s'explique par les choix de Lightoller, mais aussi par une évacuation plus rapide à tribord, puisqu'à 1 h 45 il reste deux canots à tribord contre six de l'autre côté. Une différence de charge importante commence alors à apparaitre, les canots bâbord embarquant de plus en plus d'hommes.
À 1 h 45, le canot no 2 est affalé avec dix-sept personnes contre une capacité de quarante. À 1 h 50, le canot no 10 est affalé avec près de soixante personnes par le premier officier W. Murdoch qui se déplace exceptionnellement à bâbord pour aider ses collègues en retard. Au même moment, le canot no 4 s'éloigne avec trente personnes à bord. Ce canot avait commencé à être chargé au tout début de l'évacuation ; cependant, il est resté environ une heure stoppé au niveau du pont A, faute d'avoir pu ouvrir les fenêtres de ce pont. Parmi les passagers se trouve Madeleine Astor, l'épouse du milliardaire John Jacob Astor (resté à bord). Après avoir touché l'eau, le canot se dirige vers l'arrière du navire et tire six hommes d'équipage de l'eau.

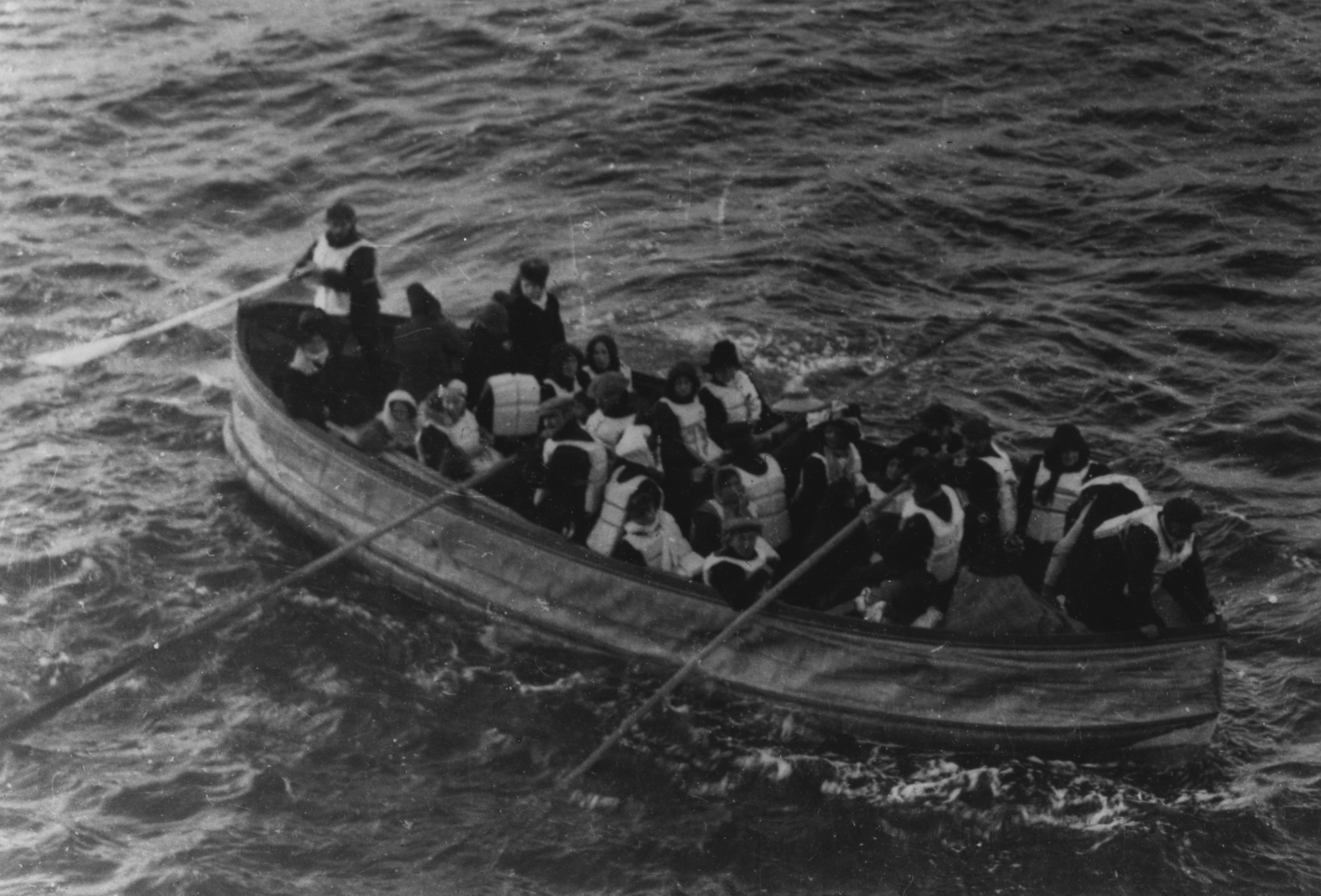
Canot "collapsible" D, à son arrivée le long du Carpathia, le 15 avril 1912

Vers 2 h, tous les canots standards en bois sont partis, et les officiers se tournent alors vers les quatre derniers canots pliables. Il reste 15 minutes. Le canot pliable C est le dernier canot correctement mis à la mer à tribord avec quarante personnes à bord contre 47 possibles. Le président de la White Star Line et exploitant du Titanic, Bruce Ismay, prend place à bord de ce canot tout juste avant qu'il soit affalé. Enfin, à 2 h 5, le canot pliable D (ci-joint) est le dernier mis à la mer avec succès, emportant vingt-trois personnes à son bord. Durant la descente, deux hommes sautent dans l'embarcation depuis le pont A, puis quelques instants plus tard, un autre homme saute à l'eau et rejoint le canot à la nage, retrouvant sa femme qui était à bord.

### 2h: derniers moments

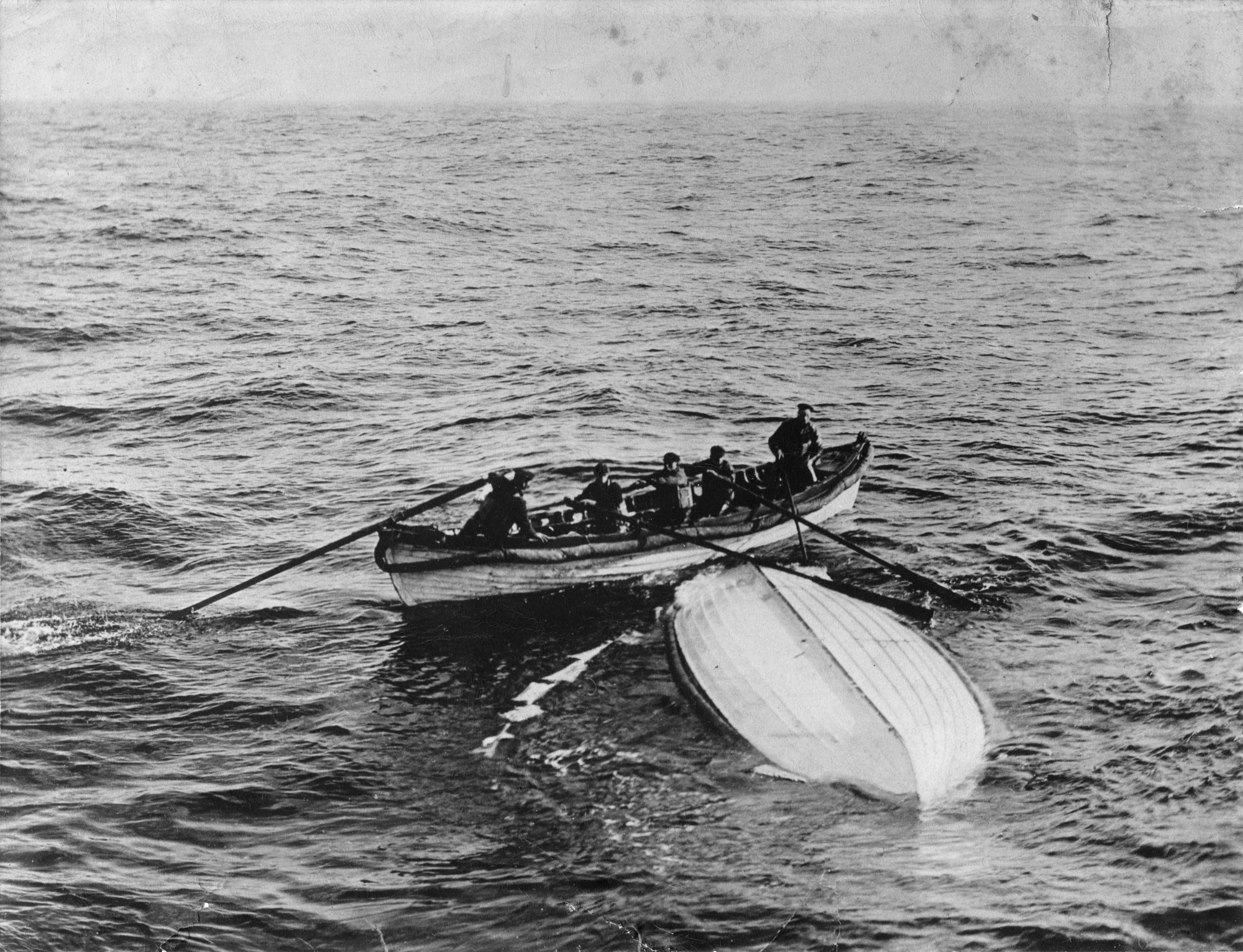
Le canot pliable B est retrouvé par les marins du Mackay-Bennett.

À partir de 2 h 5, il ne reste que deux canots pliables (collapsible) qui sont situés sur le toit du quartier des officiers. Afin de les affaler, plusieurs officiers et passagers tentent de faire glisser ces canots sur des avirons pour les faire tomber sur le pont des embarcations. La manœuvre est réussie pour le canot pliable A situé à tribord, et les matelots fixent le canot aux bossoirs, mais le canot pliable B situé à bâbord se renverse en heurtant le pont des embarcations. À 2 h 10, le commandant relève les opérateurs radio Jack Phillips et Harold Bride de leur fonction.
Aux alentours de 2 h 15, l'eau envahit l'avant du pont des embarcations et la passerelle de navigation. Le canot B part à la dérive alors que le canot A est toujours fixé aux bossoirs, mais les matelots réussissent à le libérer avant qu'il ne coule. Les canots s'éloignent du navire et des personnes nageant dans l'eau les rejoignent. Une trentaine de personnes, en majorité des membres d'équipage, monte sur la coque renversée du canot B (voir photo à droite), parmi lesquels le 2e officier Charles Lightoller et le colonel Archibald Gracie, passager de première classe dont le témoignage sera clef. Le radio-télégraphiste Harold Bride est aussi remonté sur le canot. Une vingtaine de personnes atteint le canot A, et plusieurs meurent de froid durant la nuit. En effet, il n'est pas déplié correctement et rempli d'eau glacée jusqu'aux bancs de nage.
À 2 h 17, l'architecte Thomas Andrews est aperçu seul dans le fumoir de 1re classe, après avoir passé la soirée à guider des passagers vers les canots. Le commandant retourne sur la passerelle (mais on ignore s'il l'a atteinte, celle ci étant déjà sous les eaux : on ignore son sort), l'orchestre s'arrête également de jouer peu avant que le paquebot ne commence à s'enfoncer. Une vague balaye le pont, projetant beaucoup de gens à la mer. Les rivets de la cheminée avant cèdent, et celle-ci s'écrase, faisant plusieurs victimes (dont possiblement John Jacob Astor IV). Peu après, la verrière du Grand Escalier se brise, donnant accès à l'eau à toutes les pièces des ponts supérieurs à l'avant. Le Grand Escalier était un point de fragilité du navire, créant une faiblesse de structure de plusieurs étages.
À 2 h 18, les lumières du Titanic clignotent une dernière fois, puis s'éteignent. Le navire, plongé dans le noir, aurait alors atteint jusqu'à environ 10 à 20° d'inclinaison. Un instant plus tard, il se brise en deux « entre la deuxième et la troisième cheminée »,,, ou « la troisième et la quatrième cheminée » (cet emplacement est le plus souvent retenu par les scientifiques et architectes, du fait que la présence du Grand escalier arrière en faisait l’endroit le plus fragile du navire)[réf. nécessaire]. Il y a cependant encore des interrogations concernant l'ordre de ces deux événements. Alors que la partie avant coule, la partie arrière flotte pendant quelques instants et se remplit d'eau lentement jusqu'à ce qu'elle sombre à son tour vers 2 h 20, soit 2 h 40 min après la collision.
Les cris d'agonie des centaines de naufragés se débattant dans l'eau sont largement audibles depuis les vingt canots de sauvetage situés aux alentours, et des débats éclatent dans plusieurs d'entre eux sur la nécessité de revenir sur les lieux du naufrage.
Le 5e officier Lowe, responsable du canot no 14, réunit autour de lui quatre autres canots de sauvetage, répartit les passagers afin de vider le sien et retourner chercher des survivants. Il arrive sur les lieux du naufrage à 3 h 0, c'est-à-dire 40 min après la fin du naufrage, alors que le temps moyen de survie dans des eaux d'une telle température n'est que d'environ 20 min. Il a préféré ne pas revenir auparavant, ayant peur que trop de survivants fassent chavirer son embarcation. Les hommes à bord du canot, tous volontaires, n'aperçoivent donc qu'un vaste champ de cadavres. Le canot reste une heure sur les lieux et tire tout de même de l'eau quatre hommes, dont l'un meurt à bord.

### Sauvetage
À 3 h 30, les passagers des canots de sauvetage aperçoivent les feux du Carpathia, ainsi que les fusées bleues lancées par ce dernier depuis plusieurs heures pour les rassurer. Quelques quarante minutes plus tard, le premier canot, le no 2, est récupéré par le navire d'assistance. Pendant ce temps-là, la situation des canots A et B est précaire. Les occupants du canot A sont secourus par le canot no 14, presque vide, et dont Lowe a sorti les voiles ; excellent marin, il est le seul à l'avoir fait. Il récupère et attache également le canot D à sa propre embarcation pour le tracter. Mais à bord du canot B, les rescapés sont juchés sur la coque du canot, obligés de se tenir debout pour éviter un chavirage. Ils embarqueront finalement dans les canots no 12 et no 4 venus à leur rescousse.
À 5 h 30, le Californian prévenu par le Frankfurt arrive sur les lieux du désastre. Le canot no 12, surchargé, est le dernier récupéré à 8 h 30. Le deuxième officier Charles Lightoller, plus haut gradé issu de l'équipage à avoir survécu, est le dernier à monter à bord. Le Carpathia met ensuite le cap vers New York à 10 h 50, et Joseph Bruce Ismay, président de la White Star Line, télégraphie à la compagnie la nouvelle du naufrage du RMS Titanic.

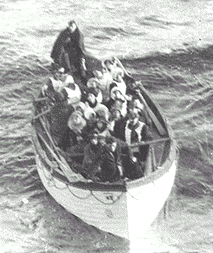
Le canot no 6 approche du Carpathia[F 27].
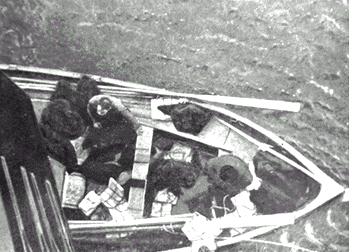
Le canot no 1, le moins chargé de tous, a atteint le Carpathia.
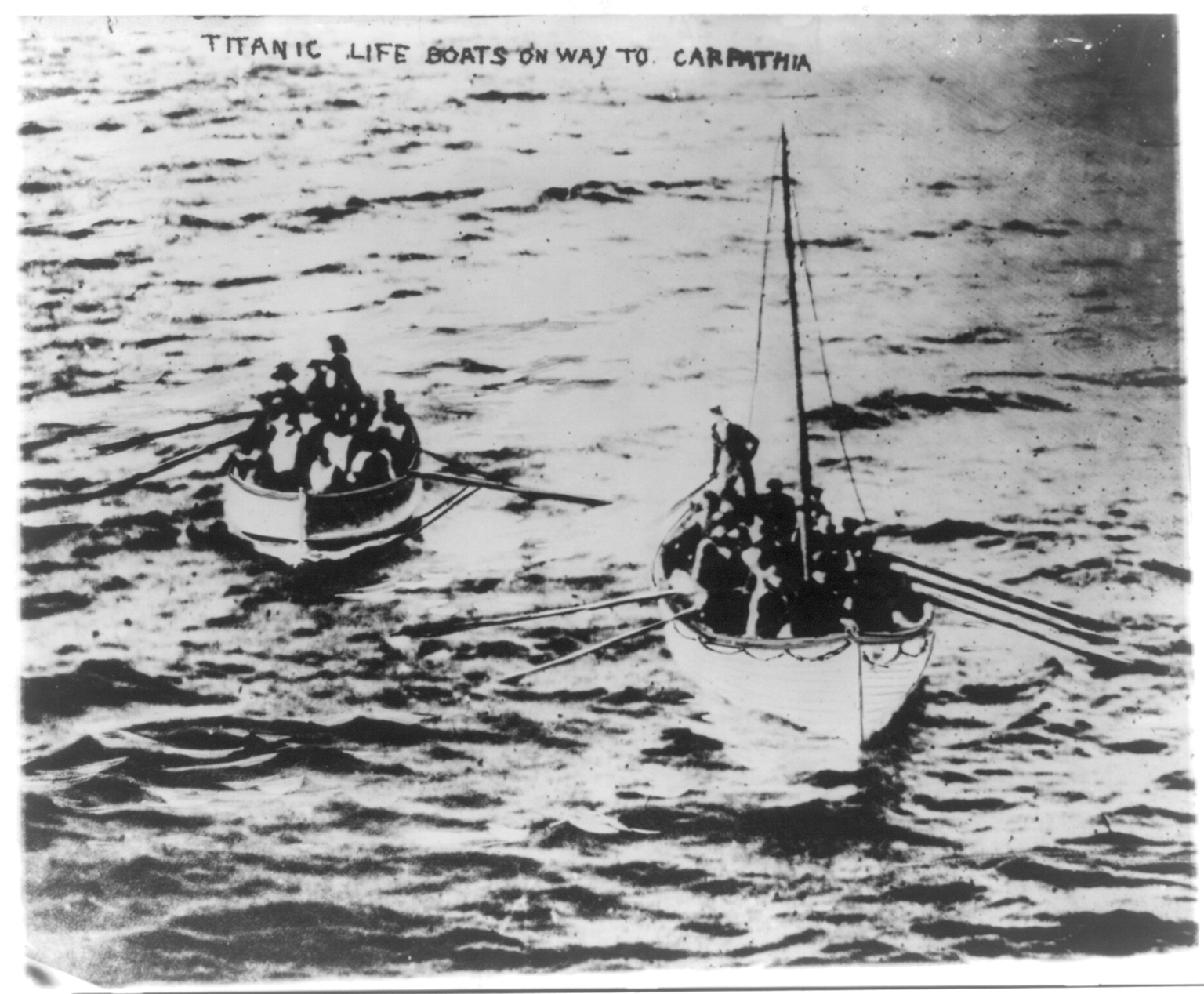
Les canots se dirigeant vers le Carpathia (à droite le canot no 14, et à gauche le canot D)[F 25].
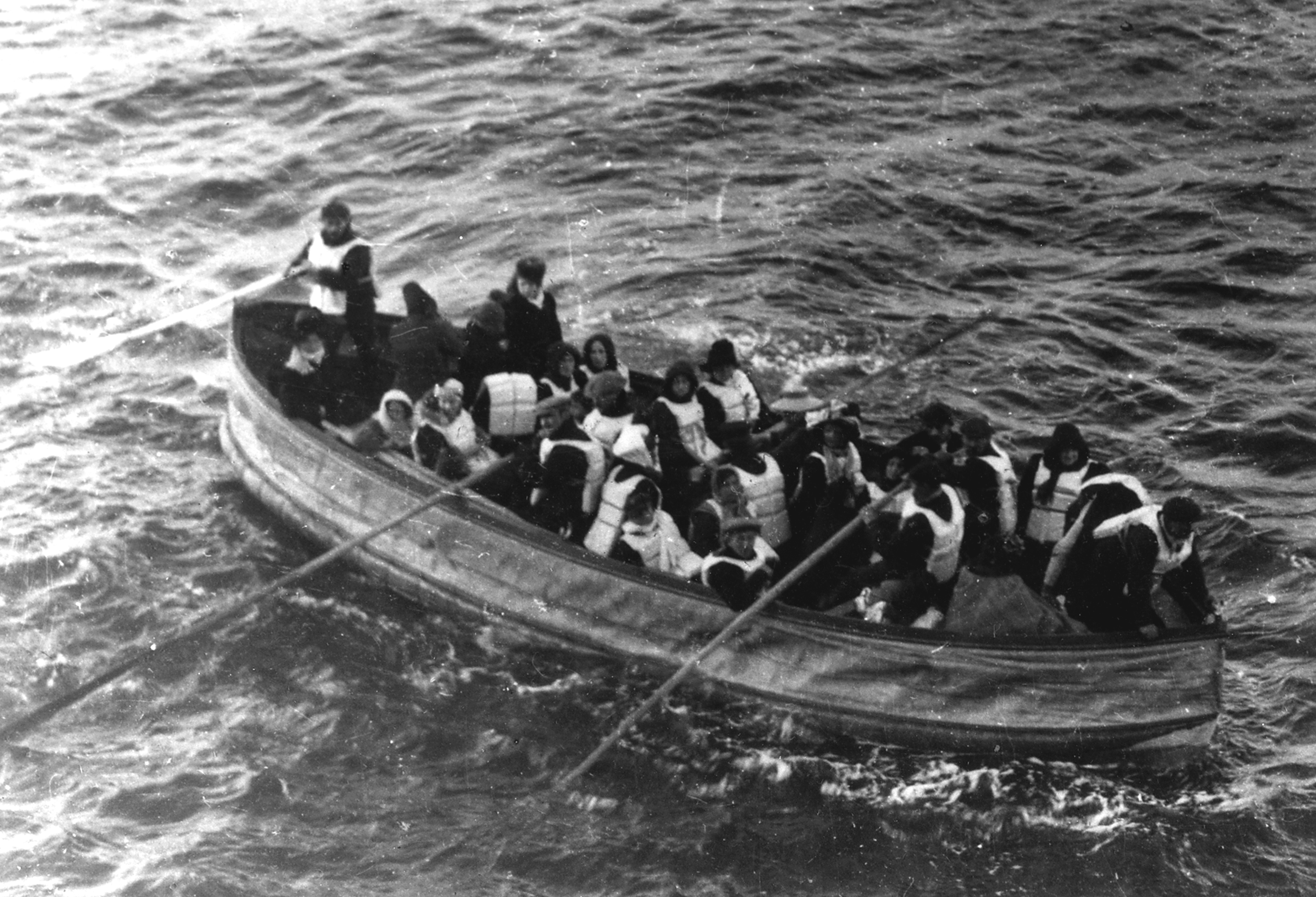
Des survivants sur le canot de sauvetage pliable D[F 25].
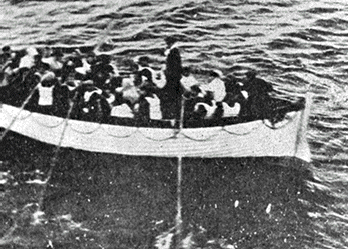
Un canot du Titanic, il n'existe aucune certitude sur l'identité de ce canot.
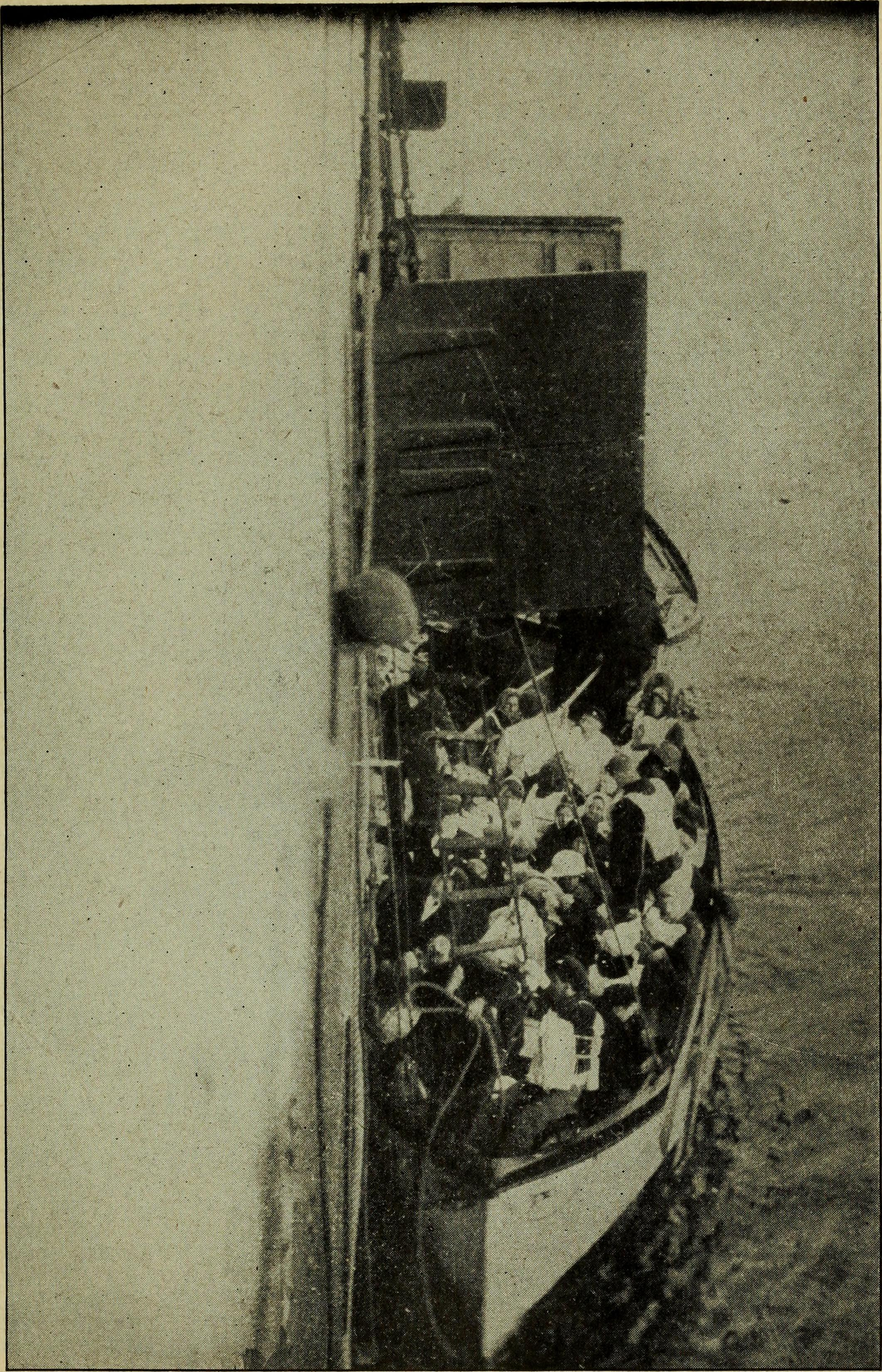
Le canot no 12 atteint le Carpathia.
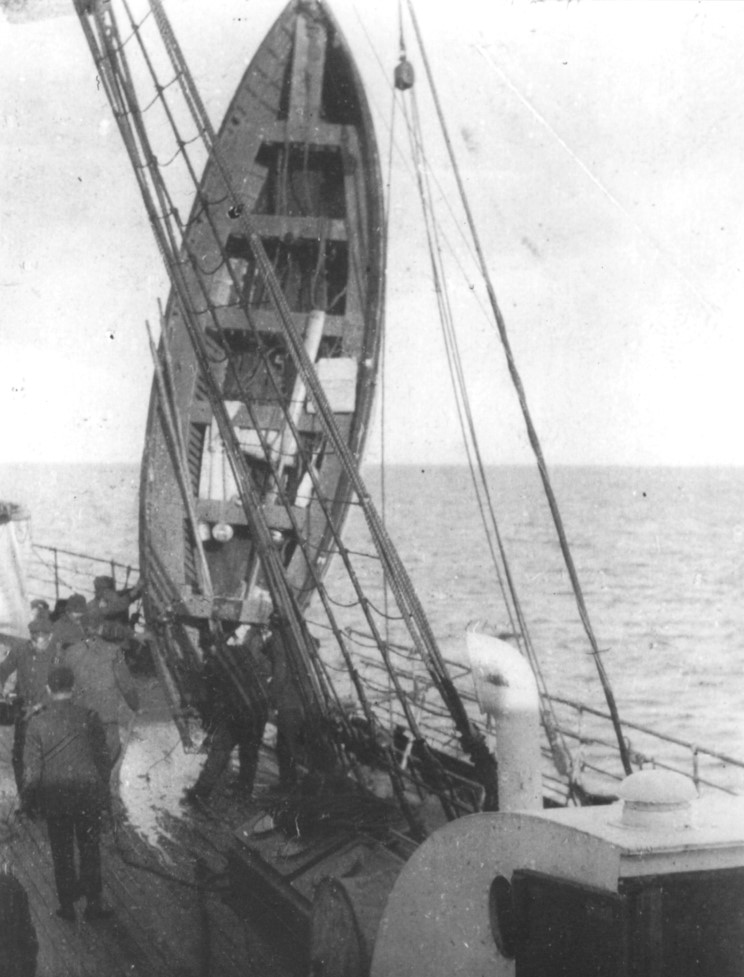
Le canot no 12 est hissé à bord du Carpathia.
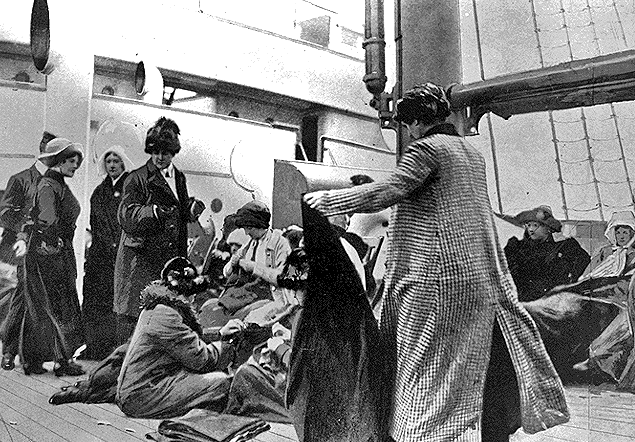
Des femmes s'installent sur un pont du Carpathia.
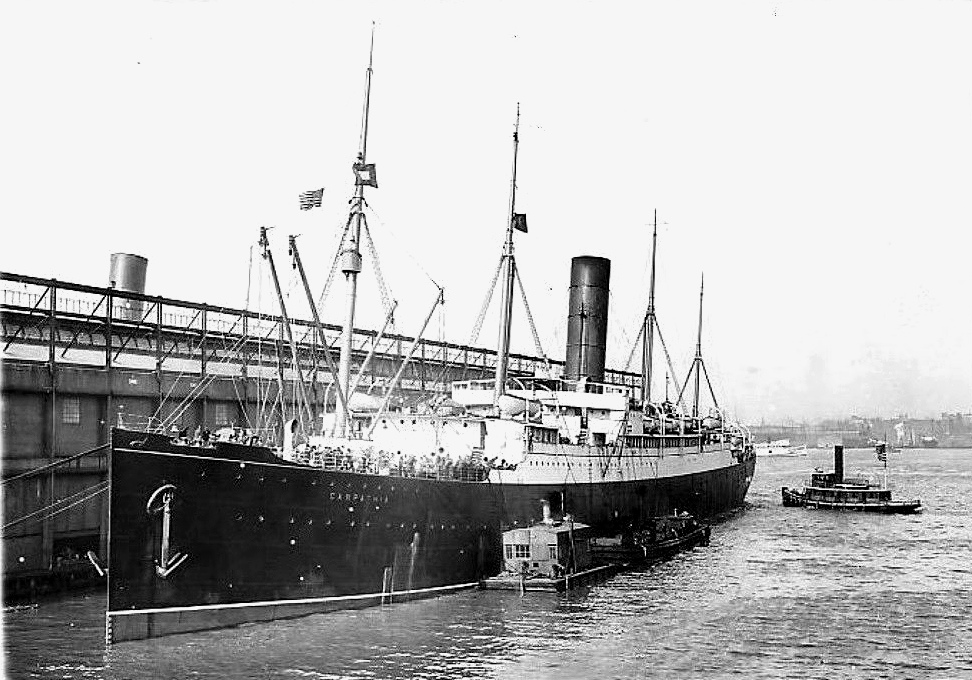
Le Carpathia arrivant à New York, avec les rescapés.
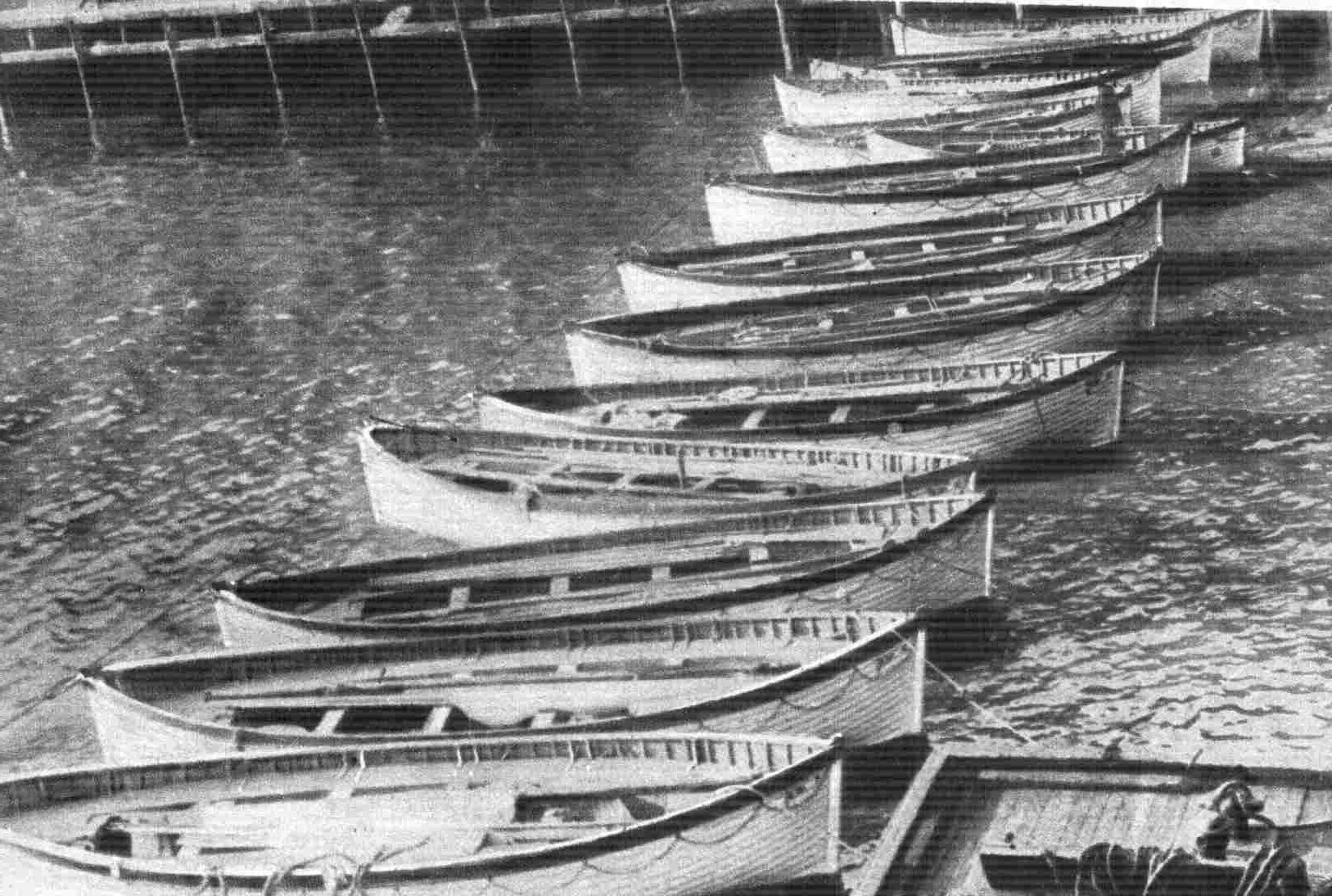
Les treize canots récupérés par le Carpathia, à New York.

### Débats quant au déroulement des événements
À la suite du naufrage, les témoignages recueillis sont, sur certains points, assez discordants.

#### Rupture du navire
Les témoignages concernant la rupture du Titanic avant son naufrage présentent des divergences notables. Plusieurs témoins rescapés soutiennent en effet avoir observé le navire se briser en deux avant de couler. Parmi eux, Jack Thayer, qui se trouvait sur la coque du canot pliable B, donc près du Titanic. Cependant, Archibald Gracie et Charles Lightoller, qui se trouvaient pourtant dans le même canot, affirment le contraire. Lors des commissions d'enquête sur le naufrage, la majorité des témoignages ne se prononcent pas à ce sujet ou déclarent ignorer si le paquebot a sombré intact. Il est à noter que les témoignages affirmant la rupture du navire sont plus nombreux que ceux qui la réfutent. Cependant, ces derniers bénéficient à l'époque d'une plus grande crédibilité, notamment car ce sont des témoignages d'officiers (Lightoller et Herbert Pitman). La commission d'enquête américaine ne tranche pas la question, alors que celle menée en Angleterre statuera, elle, que le navire a coulé d'une seule pièce.
La plupart des médias ainsi que des encyclopédies, ont donc considéré que le Titanic avait coulé sans se fendre, et ce jusqu'à la découverte de l'épave le 1er septembre 1985. Cette représentation est par exemple celle donnée par le film Atlantique, latitude 41° de 1958.
S'il est certain aujourd'hui que le navire s'est brisé en deux, les théories diffèrent sur la façon et le moment où la coque s'est brisée. On croit davantage que le navire s'est d'abord déformé, mais est demeuré en un seul morceau en surface, puis la coque se serait déchirée et certains compartiments auraient souffert d'implosion, la pression de l'eau déformant leurs cloisons. Le double fond aurait retenu les deux sections pendant quelques instants avant de céder à leur tour,,,, permettant à la partie avant de se diriger rapidement vers le fond alors que l'arrière comportait encore plusieurs compartiments non inondés,.

#### Musique
La plupart des témoignages affirment que le tout dernier morceau joué par l'orchestre est Plus près de toi, mon Dieu. Cependant, certains témoignages, et notamment celui de l'opérateur radio Harold Bride, démentent. Bride déclare que la dernière chanson jouée est Autumn (en fait : Songe d'Automne, une valse populaire de l'époque qui faisait partie du répertoire des orchestres de la White Star Line). Cependant, les films et les romans qui s'inspirent du naufrage retiennent tous Plus près de toi, mon Dieu comme étant le dernier hymne interprété, probablement parce qu'il correspond mieux au tragique du contexte.

#### Lumières
Il existe aussi une interrogation concernant le fait que les lumières se sont éteintes à la suite de la cassure du navire et non avant cette dernière comme il est le plus souvent représenté. En effet, le navire s'est cassé au niveau de la salle des chaudières no 1, ce qui signifie que toutes les chaudières fournissant la vapeur nécessaire à la génération de l'électricité se trouvaient dans la partie avant. Or, les disjoncteurs principaux du navire, mais surtout les générateurs principaux et auxiliaires se trouvaient dans la partie arrière. Une rupture du navire aurait donc sectionné câbles électriques et canalisations transportant la vapeur, entraînant l'arrêt des générateurs, qui chancelaient déjà. Cela serait confirmé par le témoignage de certains survivants, qui ont vu la lumière s'éteindre progressivement en quelques secondes. Les rotors des générateurs électriques se seraient arrêtés progressivement, continuant sur leur élan, jusqu'à ce que l'absence d'alimentation en vapeur ne les arrête définitivement.[réf. nécessaire]

#### Gîte
Un autre débat a éclaté, concernant la gîte du navire. Le quartier-maître Robert Hichens témoigne que l'inclinomètre indiquait une gîte de 5 degrés sur tribord, dix minutes après le choc. D'autres témoignages indiquent que le navire donnait de la bande sur tribord au début du naufrage. Cependant, d'autres témoignages, parmi lesquels ceux de Lightoller et de Gracie, affirment une gîte sur bâbord. Une gîte sur tribord est logique car c'est de ce côté que le Titanic a frappé l'iceberg. Cependant, une gîte sur bâbord pourrait quand même s'expliquer du fait des compartiments étanches transversaux ou par l'influence des résultats du travail des pompes d'étanchéité. Finalement, la commission américaine retient que le navire avait donné de la bande sur tribord, puis sur bâbord. Ce dernier état est confirmé par l'exploration totale de l'épave et de ses environs, en 2011. En effet, un morceau de 20 mètres de long du flanc bâbord du navire, situé au niveau de la cassure, est retrouvé tordu à 90° vers l'extérieur, ce qui pourrait signifier que la partie avant du Titanic est restée, en plus du double fond, accrochée à cette partie de la poupe quelques instants, tirant de tout son poids sur ce point d'attache jusqu'à la rupture. De plus, de nombreux témoignages stipulent que la poupe, en coulant, a pratiquement chaviré sur bâbord,,.
Après la rupture en deux du navire, la partie arrière, ayant conservé la gîte à bâbord, laisse la cruelle illusion qu'elle va flotter avant de rapidement s'enfoncer tout en chavirant, jetant à la mer des centaines de personnes,,,. La température de l'eau est alors de −1 ou −2 °C,,.

## Bilan

### Chiffres
Le naufrage du Titanic, ayant eu lieu du 14 au 15 avril 1912, a fait environ 1 500 morts, les chiffres variant entre 1 491[réf. incomplète] et 1 513,, tués. On compte donc environ sept cents rescapés. Les membres d'équipage sont les plus touchés puisque 76 % d'entre eux sont morts. Également 75 % des passagers de troisième classe ont trouvé la mort, ceci étant dû à plusieurs facteurs : d'abord, les cabines de troisième classe sont situées très loin du pont des embarcations, et ce dernier est plus difficile d'accès car, contrairement aux passagers des autres classes, il n'existe pas d'accès direct au pont pour ceux de la dernière classe. Ensuite, les passagers de troisième classe sont en grande majorité des immigrants, dont beaucoup ne parlent pas l'anglais : il est difficile pour eux de s'orienter correctement dans le navire. Enfin, certains témoignages font état de membres d'équipage empêchant les passagers de troisième classe d'accéder aux ponts supérieurs,. Les passagers de deuxième classe ont été victimes du naufrage pour 59 % d'entre eux : la grande majorité des femmes en deuxième classe est rescapée, alors que les hommes sont encore plus touchés que ceux en troisième classe. Quant aux passagers de première classe, 60 % figurent au nombre des rescapés : la quasi-totalité des femmes en première classe a survécu, et un tiers des hommes, ce qui est largement supérieur aux autres classes. Ce dernier fait est dû au choix du 1er officier William Murdoch qui accepte que de nombreux hommes montent dans les premiers canots ; or, à ce moment-là, les seuls passagers présents sur le pont des embarcations sont ceux de première classe.
D'une façon plus générale, la principale différence se situe entre les hommes et les femmes. Seules 25,65 % des femmes sont mortes durant le naufrage contre 79,72 % des passagers masculins. Cependant, près de la moitié des rescapés sont des hommes (47,6 %). Les enfants sont davantage victimes que les femmes, 53 des 109 enfants à bord étant morts. Les enfants de deuxième classe sont tous rescapés. Le seul enfant mort en première classe est Loraine Allison, une fillette canadienne âgée de 3 ans. Au contraire, la grande majorité des enfants (de moins de 12 ans) de troisième classe a été victime du naufrage (65,82 %). Certaines familles sont totalement anéanties, notamment la plus nombreuse à bord, composée de onze membres, un couple et leurs neuf enfants âgés de 4 à 20 ans.
|                           | 1re classe   | 2e classe    | 3e classe    | Total des passagers | Membres d'équipage | Total          |
| Hommes victimes           | 118          | 154          | 387          | 659                 | 670                | 1 329 (89.1%)  |
| Femmes victimes           | 4            | 13           | 89           | 106                 | 3                  | 109 (7.3%)     |
| Enfants victimes          | 1            | 0            | 52           | 53                  | 0                  | 53 (3.6%)      |
| Total des victimes        | 123 (37,8 %) | 167 (58,6 %) | 528 (74,8 %) | 818 (62,2 %)        | 673 (76 %)         | 1 491 (67,7 %) |
| Hommes à bord             | 175          | 168          | 462          | 805                 | 862                | 1 667          |
| Femmes à bord             | 144          | 93           | 165          | 402                 | 23                 | 425            |
| Enfants à bord            | 6            | 24           | 79           | 109                 | 0                  | 109            |
| Total de personnes à bord | 325          | 285          | 706          | 1 316               | 885                | 2 201          |

Les chiffres ci-dessus ont été établis par la Commission britannique d'enquête avec l'aide des témoignages qu'elle a pu recueillir. Les huit musiciens de l'orchestre sont comptés dans la partie passagers de 2e classe puisqu'ils ne font pas partie de l'équipage. Seuls les passagers de moins de 12 ans ont été comptés comme « enfants ».
Ces chiffres ne sont qu'approximatifs car des erreurs et des confusions ont été commises. La Commission sénatoriale américaine est d'ailleurs parvenue à des résultats légèrement différents. De plus, des passagers ont embarqué clandestinement, d'autres ont raté l'embarquement ou encore ont annulé à la dernière minute. Le sexe des passagers n'ayant parfois été déterminé que par le prénom de la personne, des erreurs ont certainement été commises.

### Réactions

#### Des médias
La nouvelle de la collision du Titanic avec un iceberg est pour la première fois parvenue à New York le 15 avril dès 1 h 20, soit une heure avant la fin du naufrage, à la rédaction du New York Times. Néanmoins, à l'aube qui suit le naufrage du Titanic, aucun journal ne prend conscience de la gravité des événements. Le New York Evening Sun titre : « Tous les passagers du Titanic sauvés après collision […] Paquebot remorqué sur Halifax » (voir image ci-dessous). Le journal explique que les passagers du navire ont été transférés sur le Carpathia et le Parisian et que l'équipage est resté sur le Titanic pendant que celui-ci est remorqué vers Halifax, en Nouvelle-Écosse. De même, le World titre : « Naufrage du Titanic : aucune perte humaine », et ajoute même : « Passagers transférés sur le Carpathia […] Tous désormais en sécurité ». Quant au Daily Mail, il titre le lendemain : « Titanic coulé, pas de pertes de vies humaines ».
À New York, les bureaux de la White Star Line rassurent les proches des passagers en réaffirmant que l'accident est sans gravité. Ces fausses informations sont dues au fait que la nouvelle du naufrage a été transmise d'un bateau à l'autre, et qu'il y a donc eu des confusions. Toujours à New York, dans la journée du 15 avril, des rumeurs de plus en plus insistantes affirment que le Titanic a fait naufrage. La confirmation arrive le soir, aux alentours de 18 h, dans les bureaux de la White Star Line grâce à un message de l'Olympic, le frère jumeau du Titanic. Puis, un peu plus tard, la White Star Line confirme officiellement le naufrage. À 21 h 0, les New-Yorkais apprennent que le Carpathia n'a recueilli que 700 rescapés, ce qui laisse supposer jusqu'à 1 500 morts. Le lendemain matin, le New York Times annonce le naufrage et publie une première liste de rescapés, transmise par le biais de l'Olympic (voir image ci-dessous). Puis, la nouvelle est annoncée que le Carpathia arrivera à New York avec les rescapés le 18 avril. Cependant, en Angleterre, la nouvelle du naufrage n'arrive que le 17 avril dans les journaux. Le 18 avril, lors du débarquement des rescapés du Titanic, vers 22 h, plus de 40 000 personnes sont présentes et les journalistes couvrent largement l'événement, et recueillent de nombreux témoignages. Par exemple, le New York Times loue un étage entier d'un hôtel pour y installer une vingtaine de journalistes, directement reliés à la rédaction du journal par des lignes téléphoniques spécialement installées.

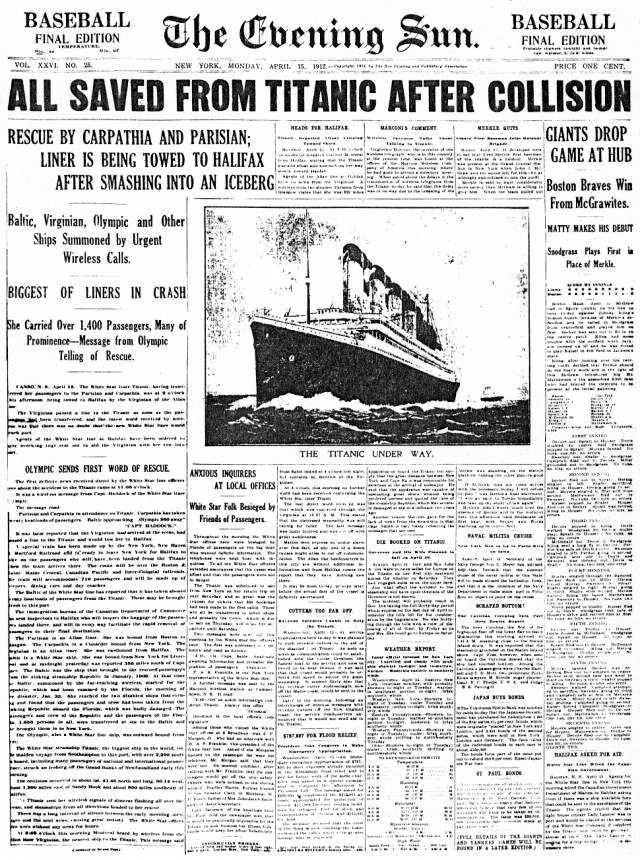
Le Evening Sun du 15 avril 1912.
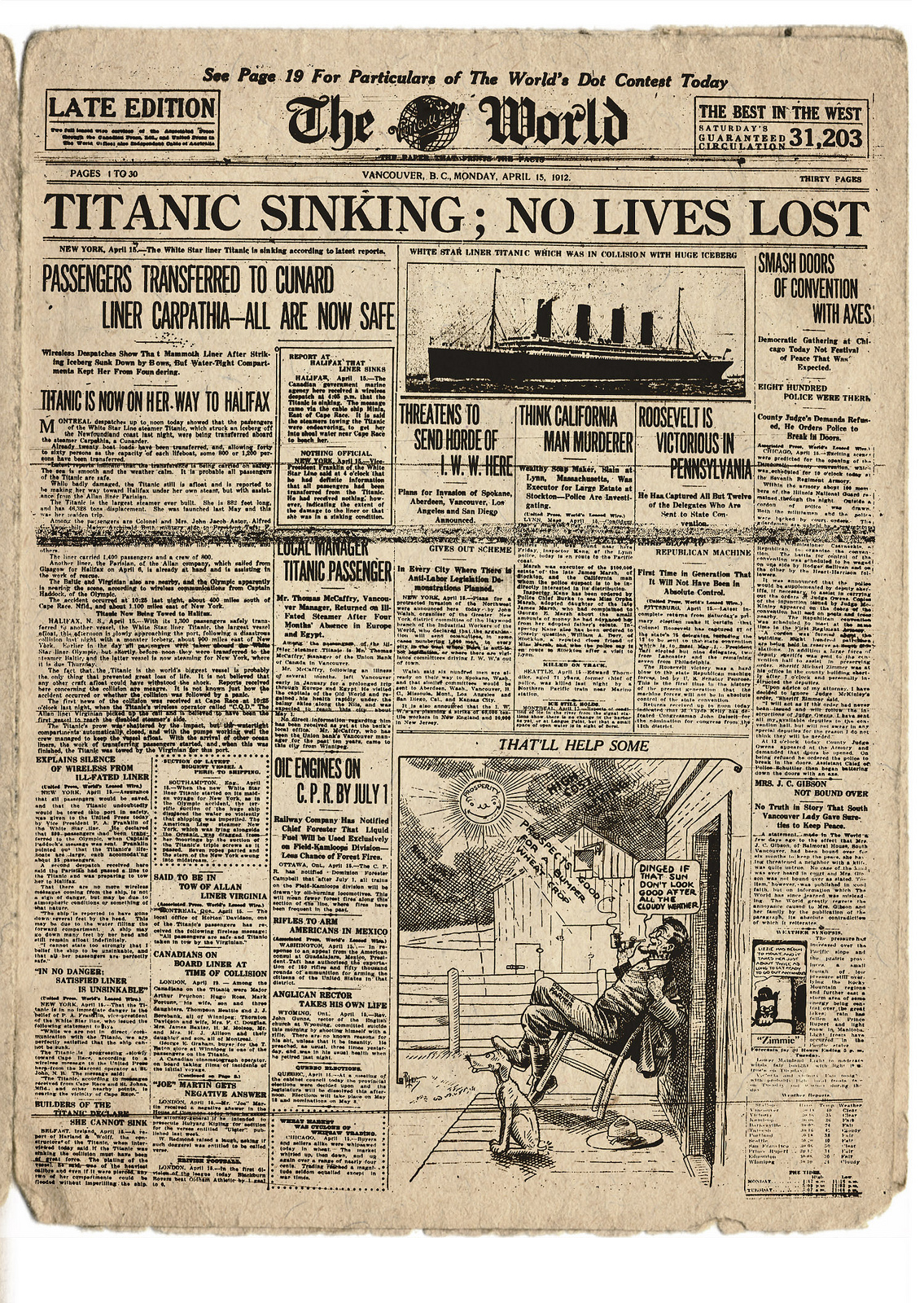
Le World du 15 avril 1912.
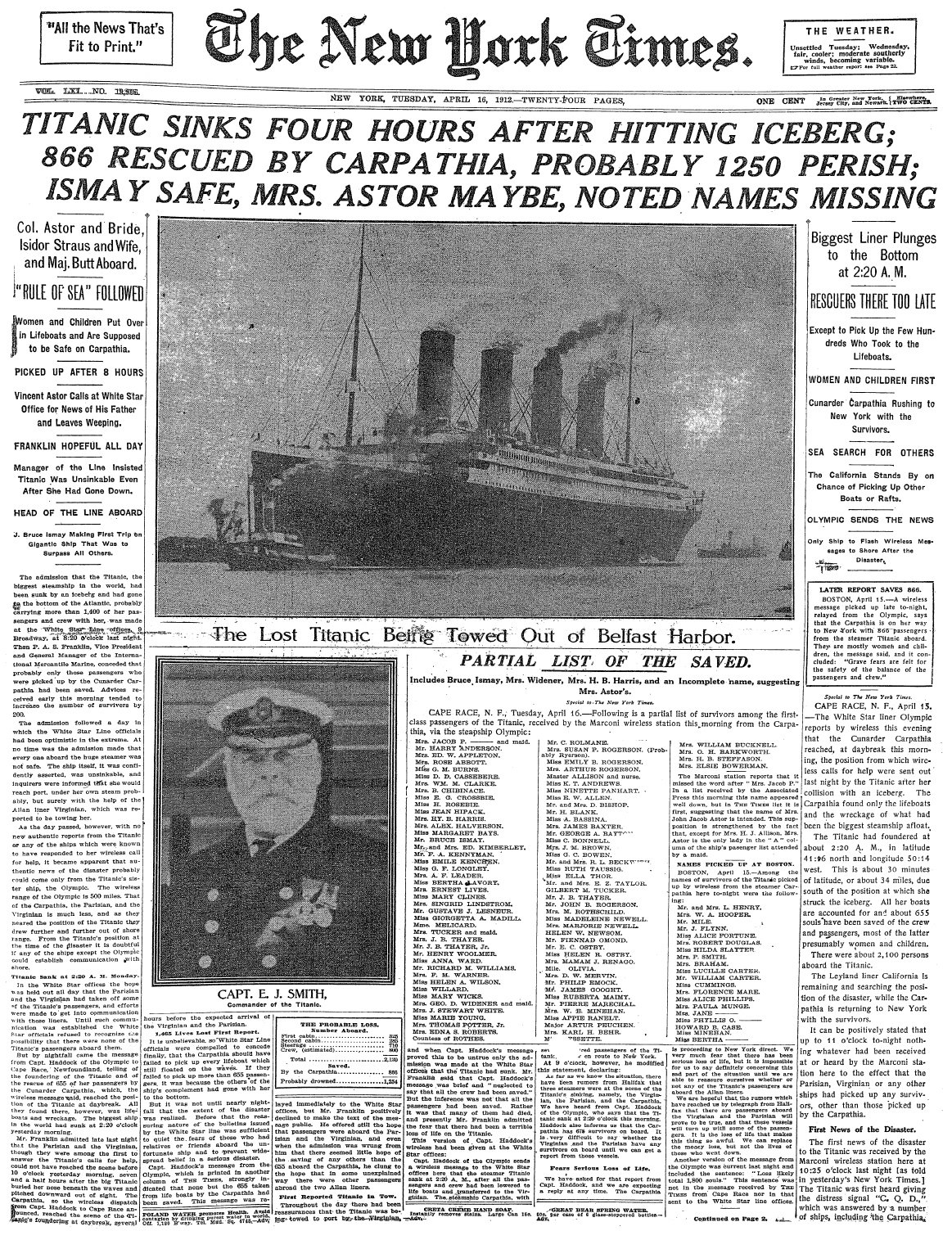
Le New York Times du 16 avril 1912.

#### Dans l'opinion et la société
Dans l'opinion publique de l'époque, c'est moins la tragédie elle-même que l'addition de circonstances malchanceuses qui semble frapper le plus. Une certaine fatalité semble ainsi avoir entouré le voyage du paquebot. Si le Titanic avait tenu compte d'un seul des messages reçus concernant la présence de glaces, si les glaces n'avaient pas autant dérivé au sud, s'il y avait eu un clair de lune, si la vigie avait des jumelles, si elle avait aperçu l'iceberg quinze secondes plus tôt ou quinze secondes plus tard, s'il y avait eu des cloisons étanches ou un pont plus haut, la tragédie aurait pu être évitée.
À l'international, la nouvelle provoque des réactions dans tous les milieux. La FrenchLine annule une réception à bord de son nouveau paquebot France. Le roi britannique George V et le président américain William Taft échangent des condoléances et le financier  J. P. Morgan repousse l'inauguration d'un nouvel établissement thermal à Aix-les-Bains.
Victimes du racisme anti-asiatique, les six rescapés chinois du naufrage sont expulsés des États-Unis dès leur arrivée à New York.

### Recherche des corps et mémoriaux

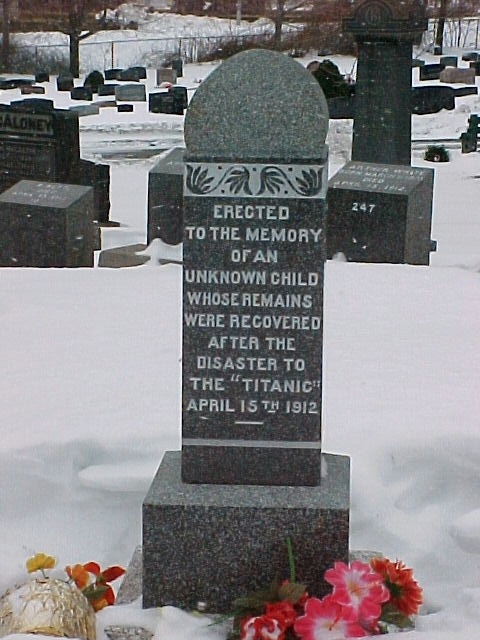
La tombe de l'enfant inconnu.

#### Au Canada
Le 17 avril 1912, la White Star Line affrète quatre navires, dont le Mackay-Bennett et le CGS Montmagny, qui appareillent d'Halifax (Canada) afin d'explorer les lieux de la catastrophe et de repêcher des corps. Au total 337 corps sont retrouvés, dont 128 sont remis à la mer car trop gravement décomposés pour être identifiés. Les montres qui ont été retrouvées sont arrêtées entre 2 h et 2 h 20.
Les 150 victimes du naufrage qui ont été repêchées mais non réclamées par leur famille sont enterrées dans les trois cimetières d'Halifax : Fairview Lawn, Mont des Oliviers et Baron de Hirsch.
Parmi les corps repêchés par le Mackay-Bennett se trouve un enfant âgé d'environ 2 ans et de sexe masculin, il est le seul enfant récupéré. Il n'est pas réclamé, et ne peut pas être identifié. C'est l'équipage du Mackay-Bennett qui se charge de l'enterrement dans le cimetière de Fairview Lawn à Halifax (image à droite). Depuis, plusieurs familles ont estimé que l'enfant enterré était des leurs et ont voulu que la plaque soit changée. Cependant, en l'absence de preuve formelle, la plaque reste anonyme. Une exhumation et des analyses ADN en 2001 et 2002 ont abouti à des conclusions différentes. Enfin, en 2007, l'enfant inconnu est officiellement identifié comme Sidney Leslie Goodwin, un garçonnet anglais âgé de 19 mois, passager de 3e classe.

#### Aux États-Unis

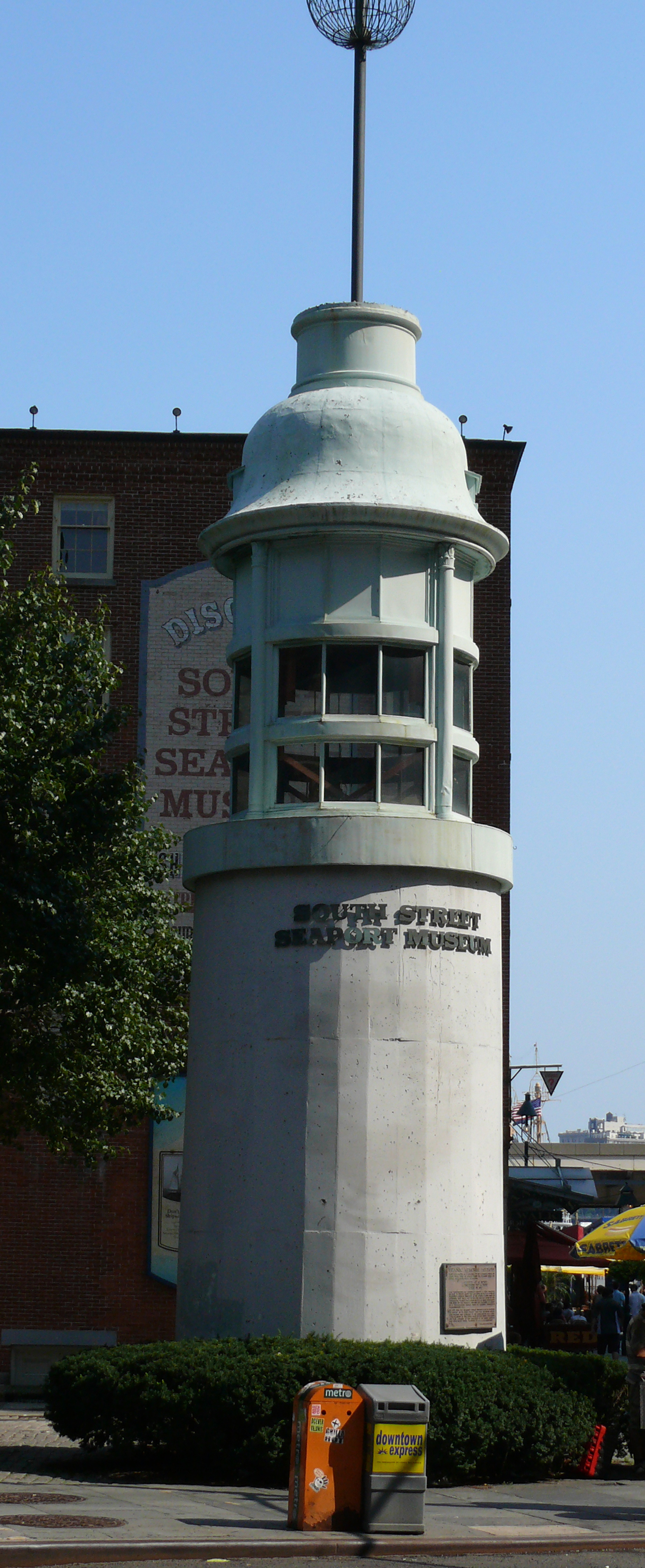
« Titanic » Memorial Lighthouse.

À New York aux États-Unis, le « Titanic » Memorial Lighthouse est érigé au sommet du presbytère des marins au 25 South Street en 1913. Ce phare blanc de 16 mètres est déplacé en 1968 devant le musée maritime de South Street.
À Washington, le Women's « Titanic » Memorial, une statue de 6 mètres représentant un homme aux bras déployés, se trouve actuellement à Fort McNair. Elle a été déplacée en 1966 de Rock Creek Park où elle avait été inaugurée le 26 mai 1931 par Helen Herron Taft, veuve du président américain William Howard Taft, et en présence du président de l'époque Herbert Clark Hoover. Sur le socle de la statue on peut lire deux inscriptions : 
« Aux hommes courageux qui périrent dans le naufrage du Titanic, le 15 avril 1912. Ils donnèrent leur vie pour que les femmes et les enfants soient sauvés. Érigé par les femmes d'Amérique » et « Aux jeunes et aux vieux, aux riches et aux pauvres, aux ignorants et aux érudits, à tous ceux qui ont noblement donné leur vie pour sauver des femmes et des enfants ».

#### Au Royaume-Uni

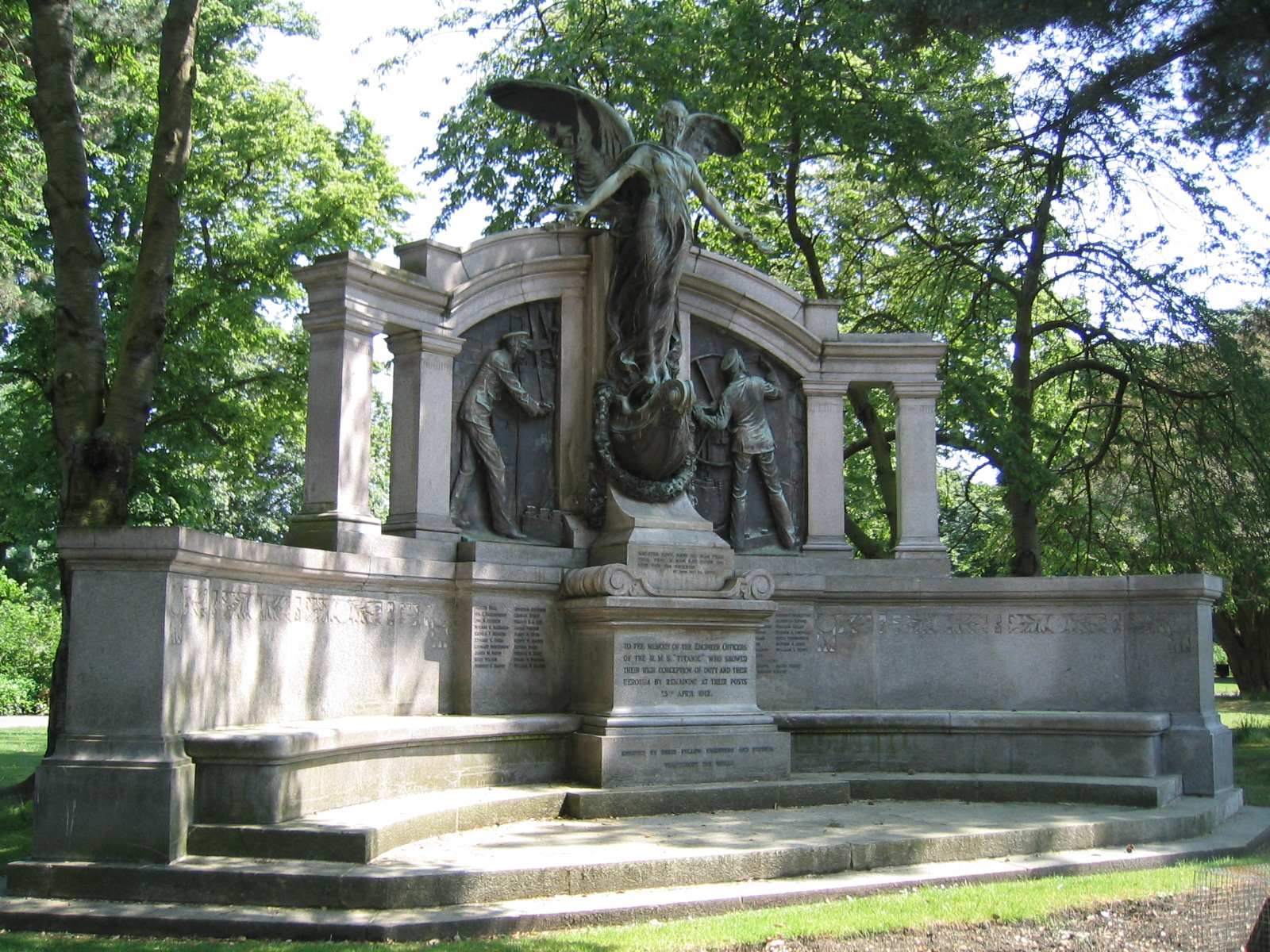
Le Mémorial dédié aux officiers mécaniciens qui ont péri dans le naufrage du Titanic.

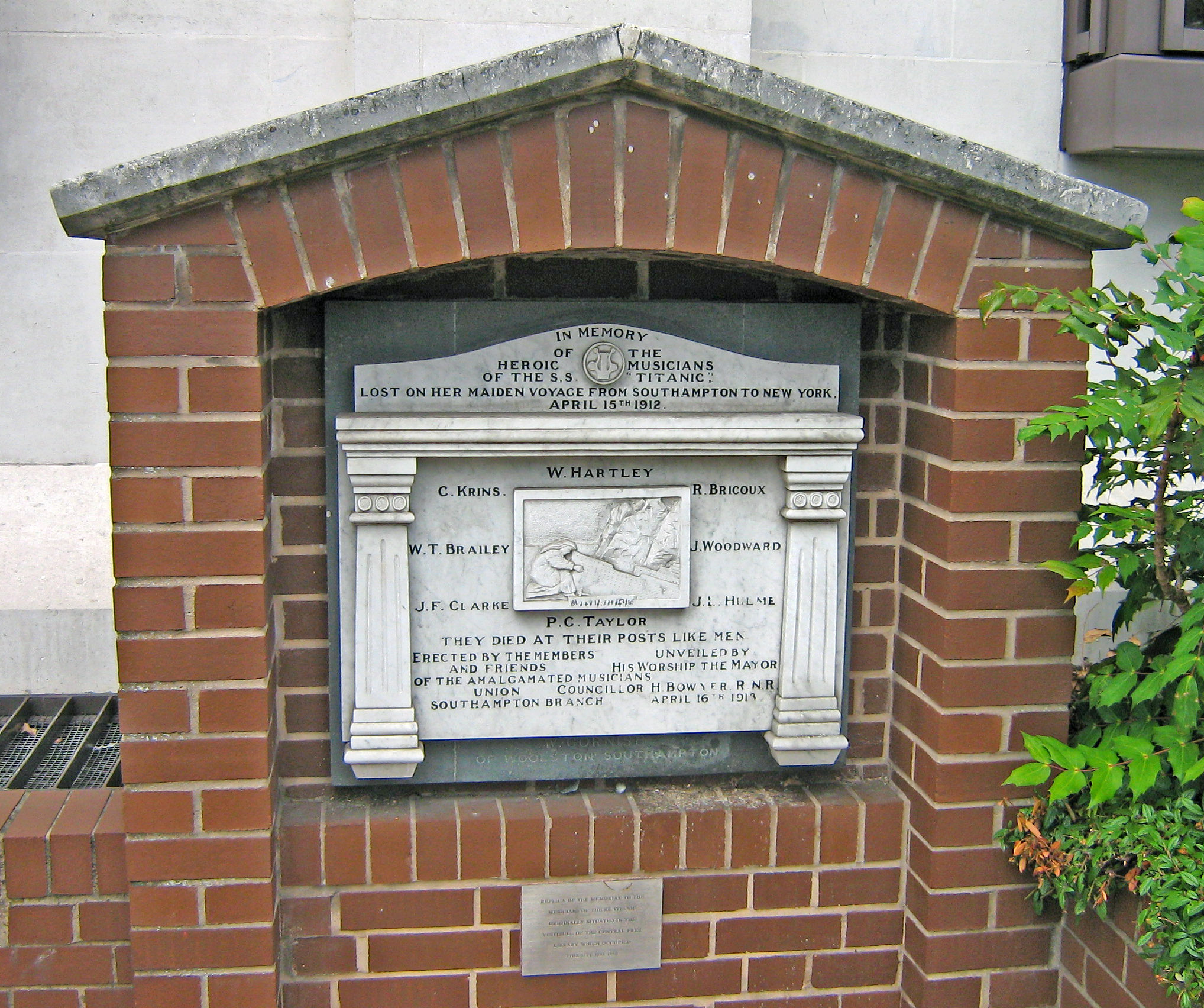
Le « Titanic » Musicians Memorial dédié aux membres de l'orchestre tous morts dans le naufrage.

À Southampton au Royaume-Uni, dans l'East Park, un mémorial dédié aux 35 mécaniciens du Titanic, tous disparus dans le naufrage, est inauguré le 22 avril 1914 par sir Archibald Denny, président de l'Institute of Marine Engineers, devant une foule de plus de 100 000 personnes. Sous la statue en bronze se trouve une inscription entourée des 35 noms des mécaniciens. Dans un bureau de poste situé à l'intersection de High Street et d'East Street, une plaque de bronze fondue à partir de la pale d'une hélice de rechange du Titanic est posée en l'honneur des postiers du paquebot. Le « Titanic » Musicians Memorial, dédié aux membres de l'orchestre du Titanic, est inauguré le 19 avril 1913 dans la bibliothèque de la ville. Dédiée aux stewards du Titanic, une fontaine en pierre est inaugurée dans cette même ville le 27 juillet 1915.
À Lichfield, une grande statue de bronze représentant le commandant Edward Smith est inaugurée par sa fille le 29 juillet 1914.
À Colne (Lancashire), dans le parc de la ville, un buste représentant Wallace Hartley est érigé sur un socle en marbre, à la mémoire du chef d'orchestre du Titanic.

#### En Irlande du Nord

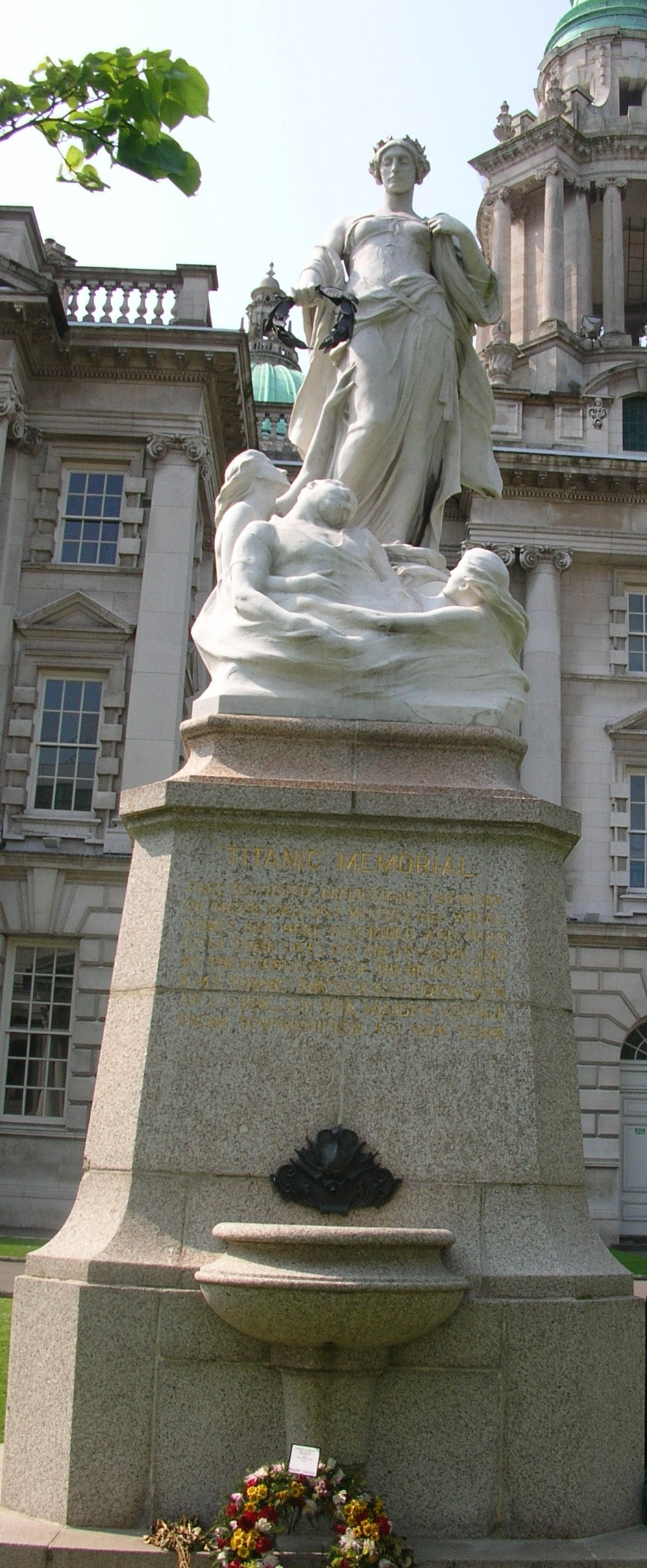
Le mémorial de Belfast.

La statue du « Titanic » Memorial de Belfast en Irlande du Nord, inaugurée le 26 juin 1920, a été érigée grâce à une souscription à laquelle participèrent la population de Belfast, les employés des chantiers Harland & Wolff, la White Star Line et la famille de Thomas Andrews. D'abord située sur le Donegall Square, elle est ensuite déplacée dans les jardins de l'hôtel de ville. Elle porte le nom des 22 membres d'équipage du Titanic tous originaires de la province irlandaise l'Ulster et victimes du naufrage.
Le Thomas Andrews Memorial Hall est un bâtiment dédié à la mémoire de Thomas Andrews, l'architecte naval du Titanic et directeur général des chantiers de Harland & Wolff. Situé dans la ville natale de l'architecte, à Comber, il est construit en 1914 et inauguré en février 1915.

### Personnalités mortes ou disparues pendant le naufrage
Parmi les personnalités mortes ou disparues lors du naufrage, on trouve notamment :
- l'avocat américain résidant à Genève, Duane Williams, considéré comme le principal instigateur de la fondation de la Fédération internationale de tennis, fédération qui sera effectivement créée en 1913 ; il accompagnait son fils de 21 ans Richard Norris Williams qui, lui, a réussi à échapper à la mort, en nageant pour rejoindre un canot pliable à demi immergé, mais le père, qui nageait au côté de son fils, a été tué par la chute de la première cheminée.

### Derniers survivants

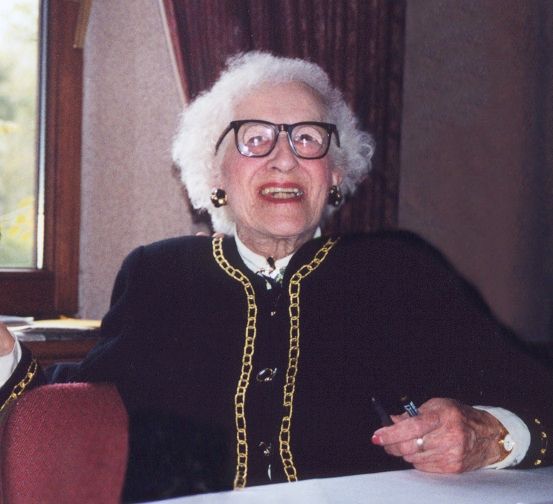
La dernière survivante, Millvina Dean, en avril 1999. Morte en 2009, à 97 ans, elle était âgée de 2 mois au moment du naufrage, donc n'en avait aucun souvenir.

- Lawrence Beesley (31 décembre 1877 – 14 février 1967), passager de deuxième classe,  Angleterre[72].
- Eva Hart (31 janvier 1905 - 14 février 1996), passagère de deuxième classe,  Angleterre[73].
- Edith Eileen Brown (27 octobre 1896 - 20 janvier 1997), passagère de deuxième classe,  Afrique du Sud[74].
- Louise Laroche (2 juillet 1910 - 28 janvier 1998), passagère de deuxième classe,  France[75].
- Eleonor Ileen Johnson (23 août 1910 - 7 mars 1998), passagère de troisième classe,  États-Unis[76].
- Michel Marcel Navratil dit « Hoffman » (12 juin 1908 - 30 janvier 2001), passager de deuxième classe,  France[77].
- Winnifred Quick (23 janvier 1904 - 6 juillet 2002), passagère de deuxième classe,  Angleterre[78].
- Lillian Asplund (21 octobre 1906 - 6 mai 2006), passagère de troisième classe,  États-Unis[79].
- Barbara West (24 mai 1911 - 16 octobre 2007), passagère de deuxième classe,  Angleterre[80].
- Millvina Dean (2 février 1912 - 31 mai 2009), passagère de troisième classe,  Angleterre[81].

Millvina Dean a été la dernière survivante du drame, mais, à tout juste 2 mois, était trop jeune au moment du naufrage pour se rappeler quoi que ce soit ensuite. Barbara West est morte le 16 octobre 2007 à l'âge de 96 ans ; elle était également trop jeune lors de la catastrophe pour en avoir des souvenirs. Lillian Asplund était la dernière survivante avec des souvenirs, elle est morte en 2006, à près de 100 ans. Michel Marcel Navratil était le dernier homme survivant et aussi le dernier Français, il est mort en 2001 ; il avait 3 ans et 10 mois au moment du naufrage. De plus, Bertha Watt et Ellen Natalia Shine, les onzième et douzième rescapées[pas clair], sont mortes à seulement un jour d'intervalle les 4 et le 5 mars 1993, à respectivement 93 et 101 ans,.

## Causes

### Causes identifiées à l'époque

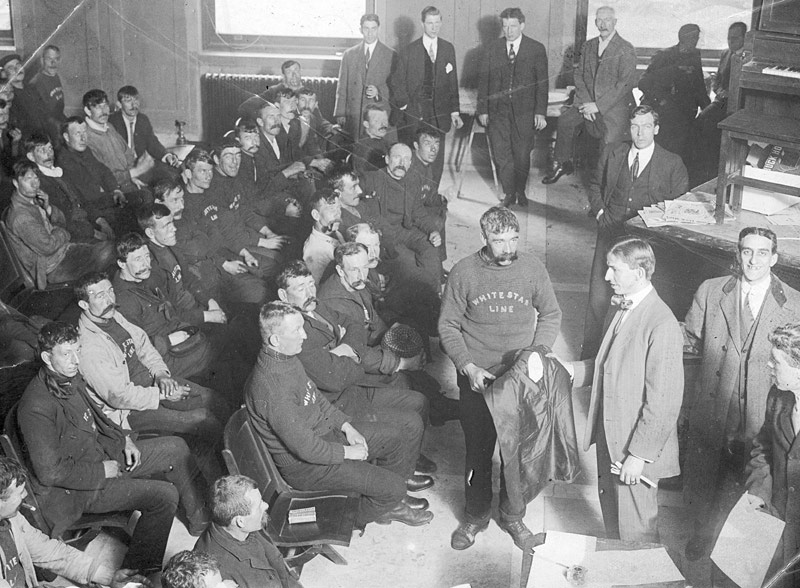
Membres d'équipage du Titanic rescapés du naufrage.

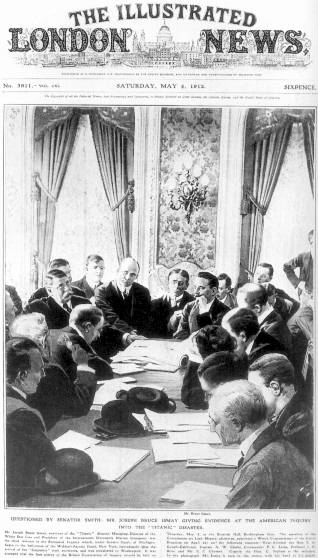
Dessin montrant Bruce Ismay interrogé par une commission sur le naufrage.

#### Naturelles
Le 14 avril, durant la nuit de la collision, deux conditions sont réunies pour augmenter le risque de naufrage. La météo est calme : il n'y a que peu de vent et très peu de vagues. La présence de vent aurait formé une écume autour de l'iceberg (remous), qui l'aurait rendu plus visible pour les veilleurs de quart. De plus, c'est une nuit sans lune, donc encore plus obscure. Le commandant ayant décidé de ne pas ralentir la vitesse malgré tous les avertissements d'icebergs, le paquebot avance à 22,5 nœuds soit 41,7 km/h. Le commandant a cependant emprunté une route plus au sud, prévue par la White Star Line pour éviter les icebergs.
Une théorie proposée en 2012 par l'historien britannique Tim Maltin considère que les veilleurs auraient été victimes d'une illusion d'optique, un mirage supérieur faussant la position apparente des objets. Ce mirage aurait notamment faussé la position de l'iceberg bleu à l'origine du drame (iceberg particulier dont la partie immergée et la partie émergée pivotent et inversent leur position quand il se détache de la banquise). Ce mirage aurait été provoqué par une inversion thermique, la masse d'air froide apportée par le courant du Labrador restant sous la masse d'air chaude issue du Gulf Stream. Cette couche d'inversion aurait également perturbé l'intervention du capitaine Stanley Lord du SS Californian, faussant peut-être la position du Titanic, allant jusqu'à déformer les signaux lumineux échangés en morse entre les deux.

#### Humaines

##### Commission américaine
Peu après le naufrage du Titanic, le gouvernement américain met en place une commission d'enquête ayant pour but d'identifier les causes et les responsables de la catastrophe. Celle-ci débute le 19 avril 1912 et prend fin le 25 mai 1912. Le sénateur du Michigan, William Alden Smith, la préside. La commission s'intéresse notamment au fait que les veilleurs ne disposent pas de jumelles dans le nid-de-pie. Les veilleurs ont affirmé que s'ils avaient disposé de jumelles, ils auraient pu éviter l'iceberg à temps, malgré la nuit sans lune. En effet, l'iceberg a été vu à environ 500 mètres du navire, et il aurait fallu environ 800 mètres au navire pour s'arrêter avec les machines en arrière toute. Or, les jumelles auraient pu permettre de voir l'iceberg à une distance beaucoup plus élevée. Les veilleurs pensent avoir oublié les jumelles à Southampton. L'officier David Blair qui détenait la clef permettant d'accéder aux jumelles destinées au nid-de-pie a dû céder sa place à un confrère à Southampton et a quitté le navire avec la clef en poche. Pourtant de nombreux officiers du Titanic possèdent des jumelles, dont aucune n'a été prêtée aux veilleurs.
La commission a appelé le président de la White Star Line, Bruce Ismay, à témoigner et il fut soupçonné d'avoir fait pression sur le commandant pour accélérer la vitesse du Titanic. La responsabilité de Bruce Ismay ne put être engagée, la commission ne trouvant aucune preuve.
De manière générale, cette commission est vivement critiquée, notamment par l'officier Charles Lightoller, qui regrette le manque de culture maritime du sénateur Smith.

##### Commission Mersey
Peu après la mise en place de la commission américaine, une commission similaire est mise en place en Angleterre. Celle-ci a été ouverte par le ministère du Commerce britannique, elle commence le 2 mai 1912, pour finir le 3 juillet 1912. Les débats sont menés par le magistrat Lord Mersey à Londres, dans une salle de réception près du palais de Buckingham. Pendant 63 jours, la commission tient 36 séances ouvertes au public, et 98 témoins sont interrogés.
La commission retient trois causes principales : la vitesse du navire, la veille qui n'a pas été assurée de façon appropriée et le manque d'organisation au moment de l'évacuation des passagers. Contrairement à la commission américaine, la commission Mersey ne reproche rien à Bruce Ismay et n'adresse pas de blâme à Edward Smith.

#### Évacuation des passagers
D'autres causes expliquent le nombre important de victimes. Les canots de sauvetage du Titanic ont une capacité de 1 178 personnes, or il n'y a que 711 rescapés, soit une différence de 467 personnes. Durant la commission d'enquête, le 2e officier du Titanic, Charles Lightoller, qui a été chargé de la moitié des canots, déclare qu'il n'était pas au courant des essais faits avec les chaloupes. L'officier n'a rempli en totalité aucun des huit canots dont il avait la charge. Et, sur les vingt canots du navire, seuls quatre ont été chargés à plus de 70 % de leur capacité. Les premiers canots mis à la mer sont pratiquement vides parce que les passagers ont refusé d'y embarquer. Ils n'ont pas cru à la réalité du naufrage et ont craint de tomber à l'eau alors que le Titanic ne donnait aucun signe alarmant, et qu'il n'y avait aucune panique,. De plus, l'équipage a fait croire aux passagers qu'il s'agissait d'un simple exercice, et l'orchestre a joué des musiques entraînantes pour éviter la panique. De nombreux passagers ont donc préféré rester à l'intérieur du navire, ne voyant aucune raison d'évacuer. Le chargement des canots a débuté à 0 h 25, et les passagers ont tous pris conscience du naufrage aux alentours de 1 h 15, lorsque le navire commençait à sombrer par l'avant. Ce qui explique pourquoi l'évacuation a été lente durant 50 minutes.

### Causes apparues après les enquêtes officielles

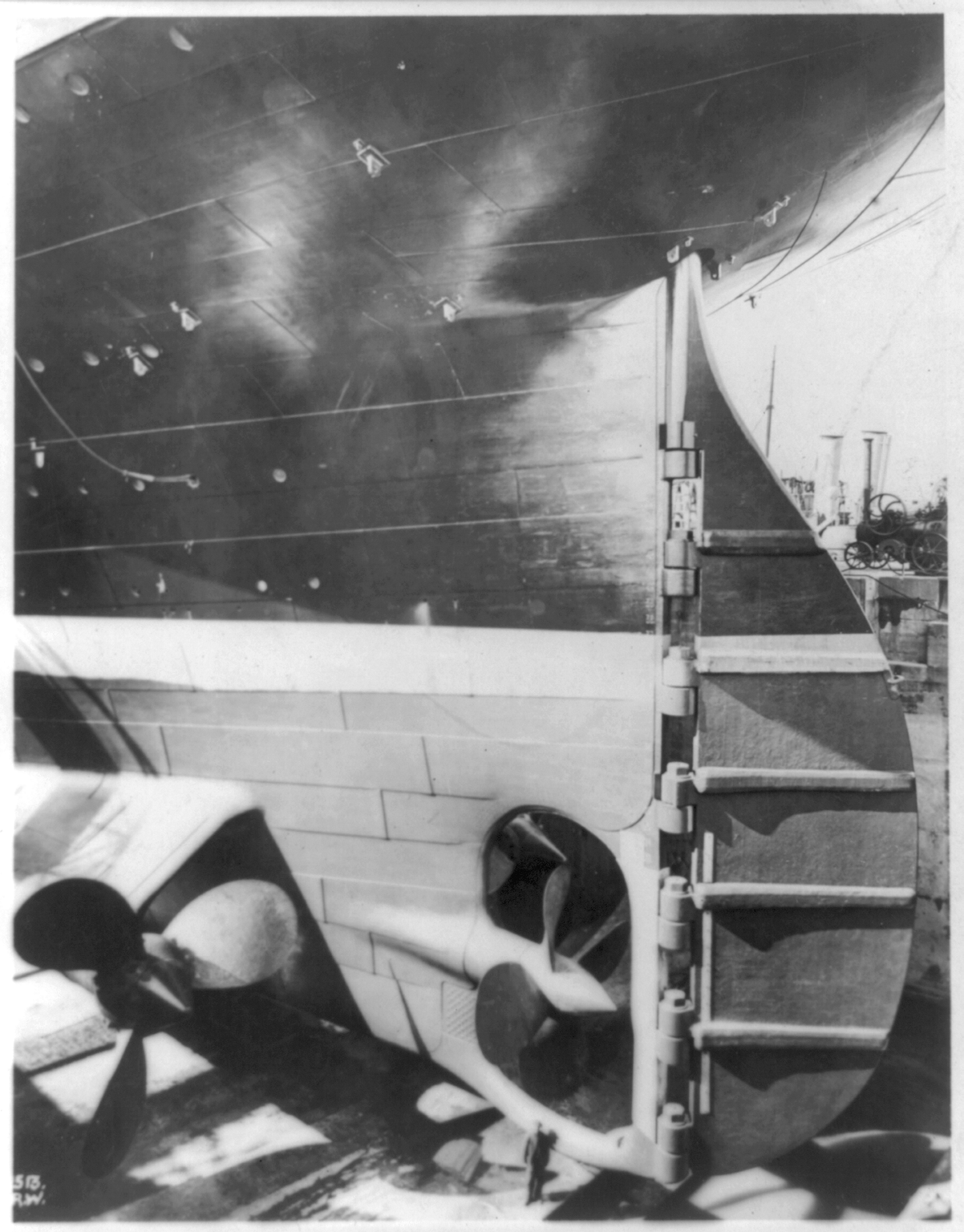
Vue de l'arrière de lOlympic, jumeau du Titanic, en cale sèche. Un homme en bas donne l'échelle.

#### Manœuvre d'évitement
Le soir de la collision, au moment où l'homme de veille Frederick Fleet alerte la passerelle de la présence d'un iceberg droit devant, le 1er officier William Murdoch fait virer le navire vers bâbord et met les machines en arrière toute (ou les stoppe). L'hélice centrale du navire ne pouvant pas être actionnée en marche arrière, est restée immobile. De plus, il apparaît aujourd'hui que l'officier n'a pas pris la meilleure décision. Le fait de baisser le régime des machines a ralenti le navire et l'a fait tourner moins vite. Avec les hélices stoppées, ou en marche arrière, le gouvernail est moins efficace. Le Titanic aurait donc eu plus de chances d'éviter l'iceberg en conservant les machines en avant toute.
Un autre élément souvent mis en avant est la taille du gouvernail. En effet, un gouvernail plus long aurait permis de virer plus rapidement. Selon la réglementation de l'époque, la taille du gouvernail devait être de 1,5 % à 5 % de la surface de la coque située sous le niveau de l'eau. Le gouvernail du Titanic était situé au bas de cette tranche, à 1,9 %.
Il est aussi démontré que si le Titanic n'avait pas tourné et avait heurté l'iceberg de plein fouet, il aurait pu se maintenir à flot car il n'y aurait eu qu'un seul compartiment étanche inondé. Le choc aurait été violent car le paquebot n'aurait pas eu le temps de ralentir suffisamment avant de heurter l'iceberg. Ainsi, un certain nombre de passagers auraient été blessés. Le navire aurait pu se maintenir à flot, et les passagers auraient pu être transférés vers d'autres navires.

##### Manœuvres d'essai insuffisantes
Les manœuvres d'essai du Titanic ne durent qu'une demi-journée (sept heures, d'après la commission d’enquête américaine). Le navire n'est jamais porté à vitesse maximale. Un seul test d'immobilisation est effectué : lancé à 18 nœuds, le paquebot met 3 minutes 15 à s'arrêter. Par comparaison, lors du choc avec l'iceberg, le navire était lancé à 21 nœuds. Aucun test d'évacuation n'est effectué ; les bossoirs sont testés et deux canots sont partiellement descendus, sans jamais toucher l'eau. On n'explique pas non plus à l'équipage quelles sont les manœuvres d'évacuation sur un tel navire, et aucune position ne leur est attribuée en cas d'urgence. En comparaison, le SS United States, lancé la même année, a eu droit à près d'un mois et demi d'essais. Ce manque de préparation est également déploré par le capitaine Smith.
Le capitaine Edward Smith fait lui aussi l'objet de quelques questionnements. Lorsqu'en 1911, il est appelé à diriger l'Olympic, il a plus de quarante ans de navigation, mais uniquement sur des navires d'un tonnage près de deux fois moindre (comme l'Adriatic). Lors de la première sortie de l'Olympic, un des remorqueurs bâbord se retrouve soudainement aspiré, après une manœuvre inattendue du capitaine. La compagnie du remorqueur intentera un procès à la White Star Line. Toujours en 1911, l'Olympic est reconnu coupable d'une collision avec le HMS Hawke, auquel il arrache une partie de la proue.

#### Découverte de l'épave

L'iceberg n'a pas fait directement de trous dans la coque du Titanic, mais l'onde de choc fait sauter les rivets et ouvre une voie d'eau.

Tout au long du XXe siècle, de nombreux projets d'expéditions pour retrouver l'épave engloutie virent le jour sans succès. L'épave est finalement localisée le 1er septembre 1985 à 1 h 5 par une expédition franco-américaine dirigée par Jean-Louis Michel de l'Ifremer et le Dr Robert Ballard de l'Institut océanographique de Woods Hole. Elle se trouve à une profondeur de 3 821 m, à 41° 43′ 55″ N, 49° 56′ 45″ O, à 650 km au sud-est de Terre-Neuve au Canada. La première découverte importante concernant l'épave est que celle-ci est brisée en deux parties. Jusqu'ici, le scénario retenu était que le navire avait coulé sans se casser.
Depuis le naufrage du Titanic et jusqu'en 1996, le scénario retenu pour le début du naufrage était que l'iceberg avait découpé une balafre longue de 90 mètres dans la coque. La découverte de l'épave le 1er septembre 1985 et les examens de la coque du bateau faits par l'océanographe Robert Ballard en 1996 grâce à un sonar, remettent en cause cette hypothèse. En effet, les tôles sont déformées et disloquées et non fendues. En réalité, l'iceberg n'a pas fait de trou dans la coque. Le choc a fait sauter les rivets et a ainsi ouvert une voie d'eau. Cette découverte montre donc un défaut dans la conception du Titanic : les rivets étaient trop fragiles.
Une étude plus récente menée par deux chercheurs américains s'appuyant sur des analyses scientifiques de pièces extraites de l'épave et sur l'examen des archives des chantiers navals Harland & Wolff conservées à Belfast en Irlande du Nord, a une nouvelle fois mis en cause la qualité des rivets utilisés pour fixer les plaques d'acier de la coque à l'avant du navire. En effet, ceux-ci sont en fer et non pas en acier comme dans la partie centrale, en raison de l'incapacité des fournisseurs à suivre les rythmes et les quantités imposés par le constructeur. La résistance moindre de ces rivets en fer explique que de nombreuses tôles se soient disjointes au choc contre l'iceberg. Les auteurs de l'étude supposent que des rivets en acier, plus résistants, auraient peut-être, sinon sauvé le navire, du moins accordé un délai suffisant pour permettre aux secours d'arriver à temps.

## Conséquences

### Sur les mesures de sécurité

#### Messages de détresse
L'une des principales choses à laquelle s'intéresse la commission américaine sur le naufrage est la non-intervention du navire Californian. La commission a déclaré que le Californian se trouvait à moins de 31 kilomètres et que le navire aurait pu se porter au secours du Titanic. Deux raisons expliquent la non-réaction du Californian, d'abord l'opérateur radio dormait et ne pouvait donc pas entendre les messages de détresse envoyés par le Titanic. Ensuite, les fusées blanches lancées par le Titanic ont mal été interprétées par les marins du Californian qui pensaient que les fusées de détresse devaient être rouges. La commission a alors émis comme recommandation que la télégraphie sans fil devrait être assurée 24 heures sur 24, même sur les bâtiments plus petits. Ceci était impossible pour le Californian puisqu'il n'y avait à bord qu'un seul opérateur radio et qu'il ne pouvait pas assurer la radio 24 heures sur 24 contrairement au Titanic où les deux opérateurs radio se relayaient. Il est à noter que le Carpathia, qui s'est dérouté au secours du géant des mers, se trouvait dans la même configuration : il n'embarquait qu'un seul opérateur. La chance a voulu que ce dernier capte le signal de détresse du Titanic à l'extrême fin de son quart : le casque encore sur la tête, il ôtait ses chaussures avant d'aller se coucher.
Il s'en est fallu de peu pour que le Titanic ne puisse pas émettre des appels au secours : l'appareil TSF du bord était indisponible, en raison d'une avarie, la plus grande partie de la journée du dimanche 14 avril. Sans moyen de communication, il est probable que la totalité des passagers survivants dans les canots seraient à leur tour rapidement morts faute de secours dans ces conditions climatiques ; le navire aurait alors disparu sans quasiment laisser de traces.
A l'époque, les fusées de détresse devaient déjà être blanches car plus visibles dans la nuit. En 2004, une boîte éventrée de fusées a été trouvée au fond de l'océan. La tête des fusées, attaquée par la rouille, laisse apparaître des colorants de couleurs différentes. Il est donc probable que les fusées tirées n'étaient pas toutes de la même couleur. Aujourd'hui, il apparaît que le Californian et son commandant ont servi de boucs émissaires. En effet, il est désormais prouvé que le Californian n'aurait pas eu le temps de sauver les passagers, en particulier à cause du temps qu'il lui aurait fallu pour se dégager des glaces qui l'entouraient.

#### Canots de sauvetage

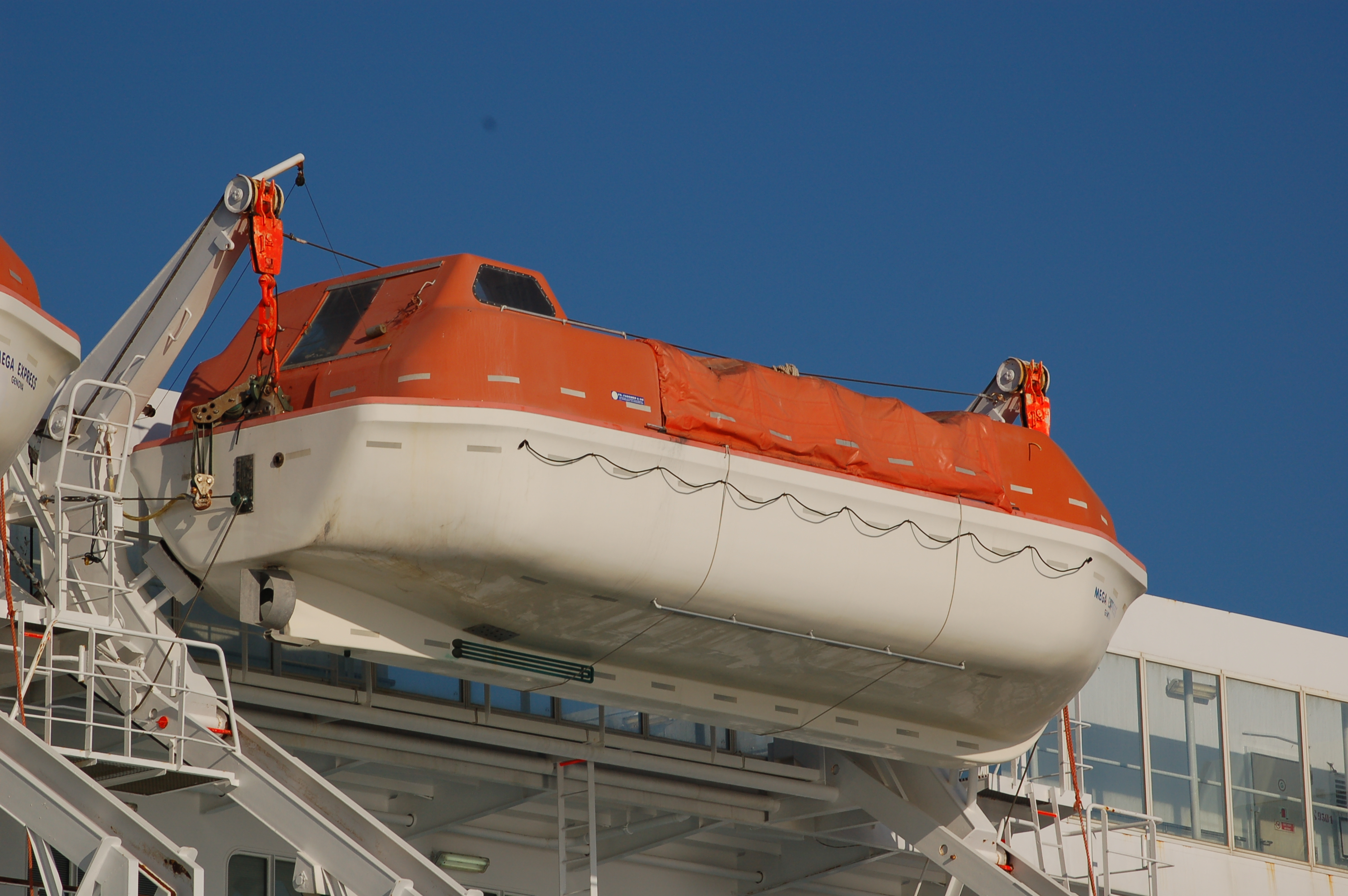
Désormais, tous les paquebots disposent de suffisamment d'embarcations de sauvetage.

La White Star Line, compagnie maritime propriétaire du Titanic était en conformité avec la réglementation britannique, établie par le Board of Trade (ministère britannique du Commerce) concernant le nombre de canots à bord, et allait même au-delà de cette réglementation. Les dirigeants de la White Star Line se servent de cet argument pour se défendre de négligences concernant les moyens de sécurité à bord du Titanic. Le nombre minimum de canots de sauvetage était calculé, non selon le nombre de passagers, mais sur le tonnage du navire ; le Titanic aurait pu se contenter de seize canots de sauvetage, or il en avait vingt. Cette réglementation, qui datait de 1894, n'était plus adaptée à la taille des navires de l'époque. En effet, la réglementation britannique exigeait que la capacité totale des canots soit d'au moins 962 personnes pour tous les navires de plus de 10 000 tonneaux de jauge alors que le Titanic jauge plus de 52 000 tonneaux.

« La circonstance dominante (…) est le fait que l'on ait omis durant tant d'années de réviser les règlements de 1894 (…). Le tonnage brut d'un vaisseau n'est pas à mon avis une base satisfaisante pour le calcul du nombre de bateaux de sauvetage. »

— Lord Mersey, 1912, 
La commission américaine et la commission Mersey demandent alors que tous les navires disposent d'assez de canots de sauvetage pour tous les occupants. La commission Mersey déclare également que la manœuvre des canots de sauvetage n'a pas été convenablement organisée, et recommande un meilleur entraînement des matelots. Aujourd'hui, les paquebots modernes doivent avoir des engins de sauvetage d'une capacité de 25 % supérieure au nombre de personnes pouvant embarquer.
À la suite de la catastrophe et face à la nécessité de mieux contrôler les pratiques en mer est née la convention SOLAS qui spécifie différentes règles relatives à la sécurité, la sûreté et l'exploitation des navires.

#### Icebergs
Après le naufrage du Titanic, la Patrouille internationale des glaces est créée le 20 janvier 1914. Celle-ci est placée sous l'autorité des garde-côtes des États-Unis. Cette patrouille a pour but de surveiller le déplacement des icebergs dans l'Atlantique Nord-Ouest. Les icebergs sont alors localisés, permettant ainsi d'assurer la sécurité des bateaux circulant dans cette zone. Cette patrouille a permis de sécuriser toute cette région. Ainsi, depuis 1912 et le naufrage du Titanic, aucune catastrophe maritime impliquant un iceberg n'a entraîné de mort.

### Sur la conception des navires

#### Mise en travaux de l'Olympic

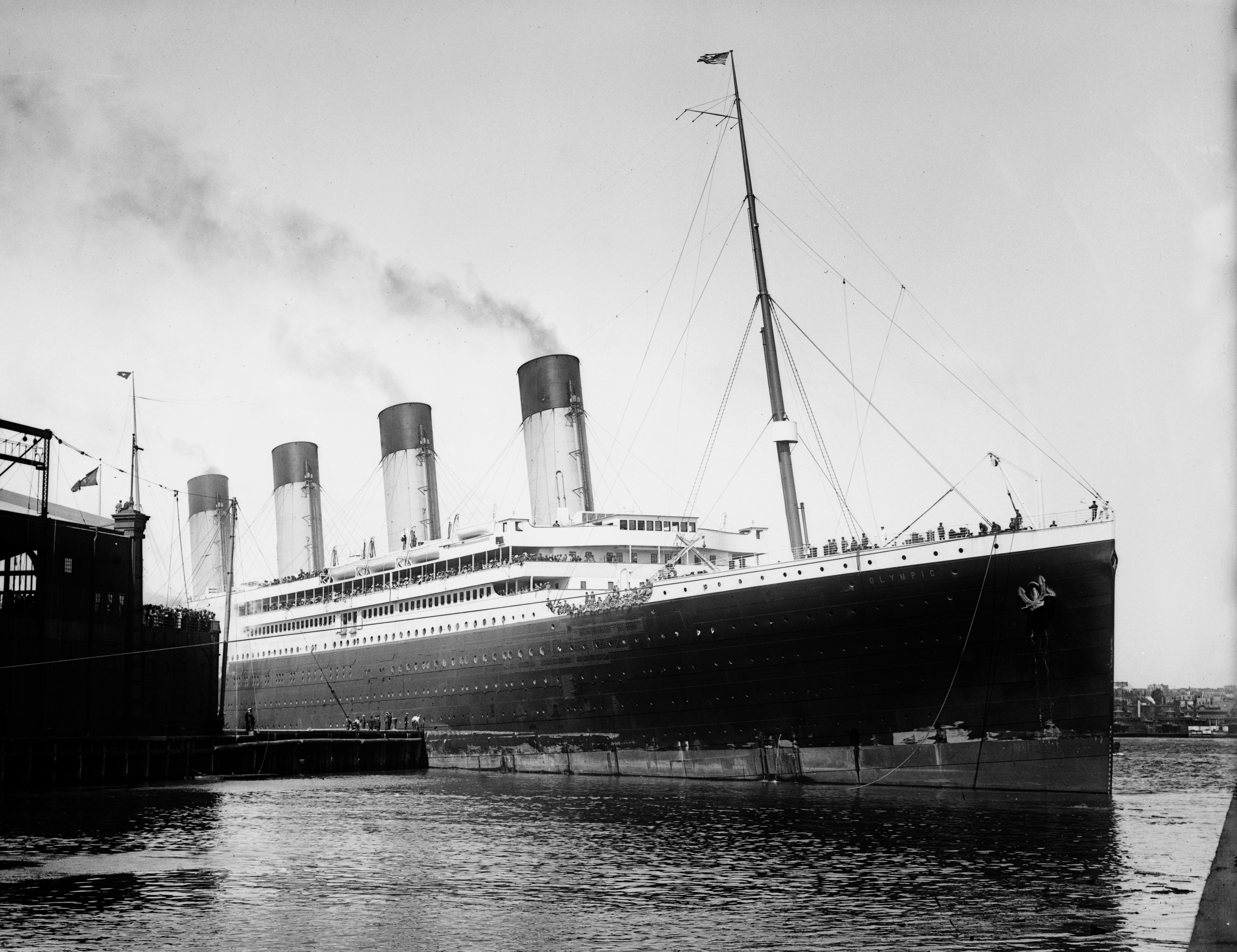
L'Olympic en 1911.

Le 24 avril 1912, l'équipage de l'Olympic refuse d'appareiller de Southampton, et les chauffeurs se mettent en grève. Ce devait être le premier voyage de l'Olympic depuis le naufrage du Titanic qui a eu lieu neuf jours plus tôt. Comme l'Olympic est le sister-ship du Titanic, les deux navires sont pratiquement semblables, et ont donc les mêmes faiblesses au niveau de leur sécurité et les grévistes réclament donc davantage de canots de sauvetage. Dans le même temps, les réservations des passagers sur l'Olympic chutent fortement, ce qui pousse la White Star Line à mettre le navire en travaux. Trois grandes transformations sont alors apportées au navire. D'abord 48 canots de sauvetage sont ajoutés, passant donc à 68 canots au total. Ensuite, cinq des seize compartiments étanches du navire sont rehaussés jusqu'au niveau du pont B, alors qu'ils s'élevaient jusque-là au pont E, soit une différence de trois étages. Le navire peut alors résister à des avaries bien plus importantes. Enfin, la hauteur du double fond est augmentée, rendant la coque du paquebot plus résistante. Le paquebot est immobilisé pendant six mois, le temps que les travaux soient terminés. Ce sont ces constructions qui ont en partie permis au navire de couler un sous-marin allemand en 1918. Après la guerre, l'Olympic retrouve une large popularité dans le public.

#### Modification sur la construction duBritannic
Le Britannic, troisième navire de la série de l'Olympic avec ce dernier et le Titanic, était en chantier depuis 6 mois lorsque le Titanic coule. Immédiatement, les travaux sont arrêtés. Lorsqu'ils reprennent, des modifications majeures sont apportées aux plans :
- ajout d'un compartiment étanche supplémentaire ;
- trois cloisons étanches remontent jusqu'au pont B, cela fait que le navire peut ainsi survivre à ce qui a coulé son « frère » aîné ;
- épaississement de la coque au niveau des salles des chaudières ;
- ajout de porte-voix entre la salle des radios et la passerelle ;
- ajout de bossoirs géants permettant d'affaler les canots situés de l'autre côté du navire ;
- ajout de nombreux canots de sauvetage supplémentaires.

Le Britannic n'est pas complètement achevé lorsqu'éclate la guerre en 1914. Réquisitionné pour servir de navire hôpital, il est coulé par une mine allemande le 21 novembre 1916. Cette fois, c'est l'erreur humaine qui est complètement responsable du naufrage : certaines portes étanches restées ouvertes, ou encore les hublots des ponts inférieurs ouverts pour ventiler les salles des malades, ont rendu les dispositifs de sécurité inutiles. Le navire coule en seulement 55 minutes contre 160 pour le Titanic.

#### Recommandations de la commission Mersey
Le 30 juillet 1912, la commission britannique sur le naufrage rend son rapport final et établit 24 recommandations, dont les cinq premières concernent la conception des navires. La première d'entre elles exige que les cloisons étanches soient relevées, ou que les navires soient pourvus d'une double coque (traduction de double skin) montant jusqu'à la ligne de flottaison. Les deux recommandations suivantes estiment qu'au moins un pont au-dessus de la ligne de flottaison doit être étanche, et que les ouvertures entre les cloisons étanches doivent également l'être. Enfin, les deux dernières recommandations donnent plus de pouvoir au Board of Trade envers les constructeurs afin de leur imposer ces modifications.
Les sept recommandations suivantes concernaient les embarcations de sauvetage. Le nombre de canots de sauvetage dont est équipé chaque navire devrait être fixé à partir du nombre de personnes pouvant embarquer, et non en fonction du tonnage. De plus, les canots de sauvetage devraient être munis de certains équipements, parmi lesquels des provisions, des moyens de signaler leur présence par des signaux lumineux (phares ou fusées), etc. En outre, dans chaque navire, certains canots devraient être équipés de moyens de propulsion mécanique. Les compagnies n'obéissant pas à ces réglementations s'exposeraient à des sanctions.
Les cinq recommandations qui suivent avaient pour but d'améliorer le maniement des canots et leur remplissage. Désormais, des hommes d'équipage devraient être formés au maniement et à la mise à l'eau des canots, en plus de ceux qui y étaient déjà formés (c'est-à-dire les matelots). La commission exigea notamment que sur chaque navire, les membres d'équipage effectuent des exercices de remplissage des canots, et de mise à la mer. Ces exercices devraient être écrits dans le journal de bord officiel par les officiers, afin que les inspecteurs puissent vérifier leur tenue.
Enfin, les sept dernières recommandations étaient d'ordre plus général. D'abord les veilleurs devaient subir des tests de vision. Les postes de Transmission sans fil (TSF) devraient ensuite être présents dans chaque navire, et ceux-ci devraient fonctionner 24 heures sur 24. Ces recommandations ont ensuite été publiées dans les Documents parlementaires britanniques.

## Films, téléfilms et documentaires

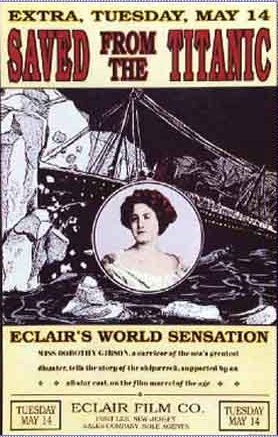
Affiche du film Saved from the Titanic

Le naufrage du Titanic a été illustré dans un certain nombre de films et de téléfilms. Le premier est Saved from the Titanic, un film américain d'Étienne Arnaud mettant en scène Dorothy Gibson, rescapée du naufrage. Sorti en 1912, il n'en reste aucune trace à la suite de l'incendie des studios où il était entreposé, en 1914. La même année, sort In Nacht und Eis, un film muet allemand de Mime Misu qui présente cependant une histoire assez éloignée de la réalité. L'année 1915 voit également la production de Titanic, un film muet italien de Pier Angelo Mazzolotti (it) avec Mario Bonnard, Giovanni Casaleggio et Luigi Duse.
En 1943, le ministre nazi Joseph Goebbels demande le tournage de Titanic, une superproduction destinée à la propagande nazie, réalisée par Werner Klingler et Herbert Selpin avec Sybille Schmitz et Hans Nielsen. Le film, tourné sur le Cap Arcona (un paquebot allemand dont le naufrage entraîne 5 000 morts en 1945), est marqué par l'emprisonnement et l'assassinat de son premier réalisateur, Herbert Selpin. Il ne sort finalement pas en Allemagne, Goebbels craignant de démoraliser la population qui subit de nombreux bombardements britanniques.
En 1953 sort Titanic, un film américain de Jean Negulesco avec Barbara Stanwyck et Robert Wagner. L'année 1958 voit l'arrivée sur les écrans du film Atlantique, latitude 41° (A Night to Remember), film britannique de Roy Ward Baker avec Kenneth More et Ronald Allen. Adapté du livre La Nuit du Titanic de l'historien Walter Lord, il a été réalisé avec l'aide de certains acteurs du drame, dont le quatrième officier Joseph Boxhall, ce qui en fait un des films les plus proches de la réalité.
En 1979, sort S.O.S. Titanic, film américano-britannique de William Hale avec David Janssen, Cloris Leachman et Susan Saint James. Le film est très inspiré de l'ouvrage de Lawrence Beesley The Loss of S.S. Titanic, et celui-ci est interprété par David Warner qui joue également dans le film Titanic de 1997. L'année suivante, sort La Guerre des abîmes (Raise the Titanic), film américain de Jerry Jameson adapté du roman de Clive Cussler, avec Jason Robards et Richard Jordan.
En 1996, Le Titanic, une série de 2 téléfilms américains de Robert Lieberman avec George C. Scott, Peter Gallagher et Catherine Zeta-Jones est produit.
Mais le plus célèbre des films concernant le Titanic est le film de James Cameron, Titanic, sorti en 1997. Mettant en scène Leonardo DiCaprio, Kate Winslet et Billy Zane, le film remporte 11 Oscars et totalise 1 845 034 188 $ au box-office mondial. Ce film ravive l'intérêt pour le Titanic, entraînant la parution (et parfois la réédition) de nombreux ouvrages, ainsi que des expositions, et la création de nombreux sites internet. Cameron produit également, en 2003, le documentaire Les Fantômes du Titanic concernant l'épave du navire.
En 2003, a également été produit un film d'animation italien, À la recherche du Titanic, par Orlando Corradi, mais celui-ci n'est jamais sorti[réf. souhaitée].
En 2012, une mini-série télévisée Titanic de Jon Jones rend hommage à la catastrophe un siècle après. James Cameron, le réalisateur du film à succès de 1996, réalise un documentaire présentant les dernières découvertes sur le naufrage, et explique aussi les corrections à apporter à son film au regard de ces dernières découvertes.

## Les naufrages faisant plus de victimes

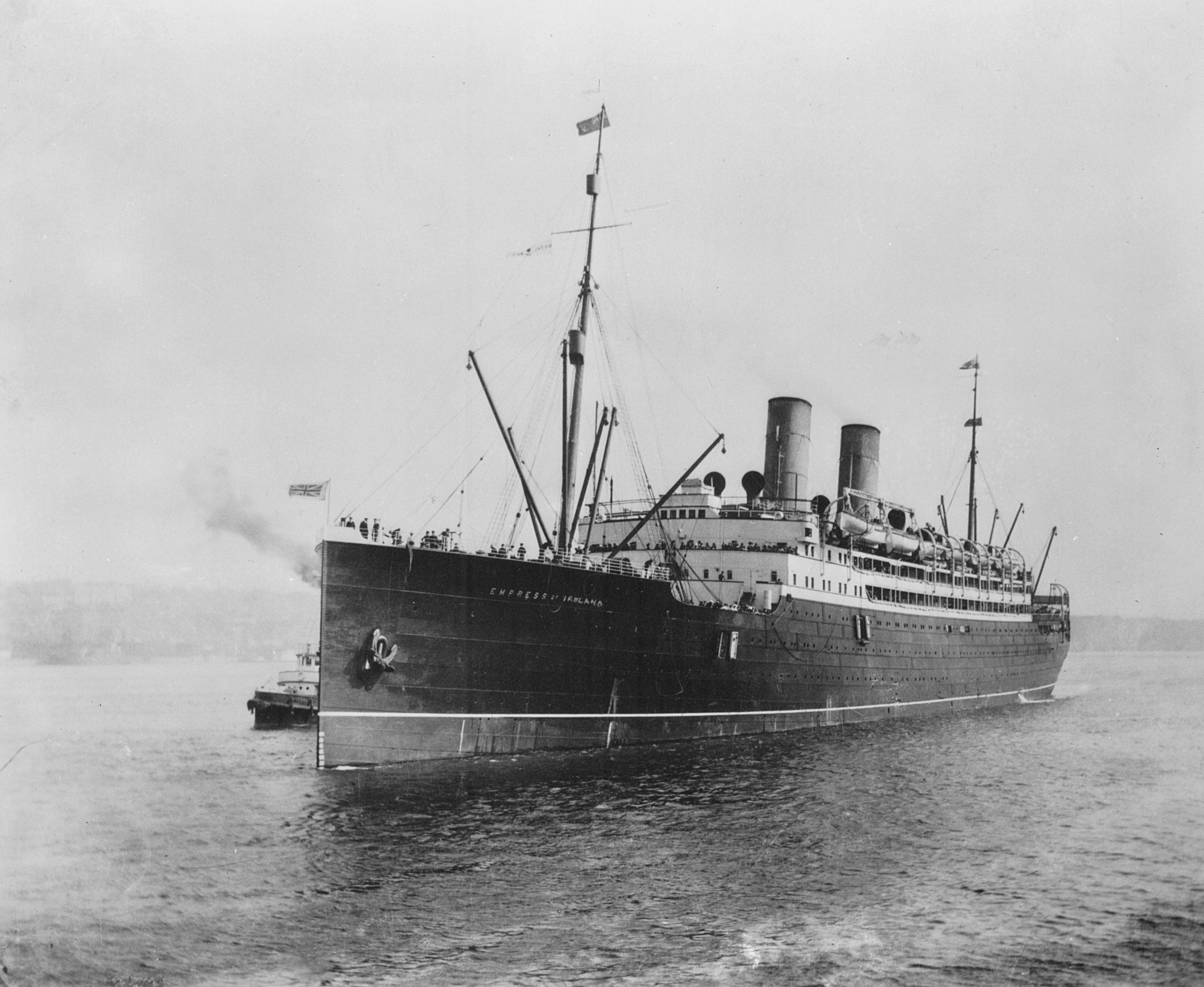
L'Empress of Ireland.

À son époque, le naufrage du Titanic est le plus grand désastre maritime en temps de paix, avec entre 1 491 et 1 513 morts, mais il est largement dépassé depuis. Le 29 mai 1914, environ deux ans après le naufrage du Titanic, l'Empress of Ireland, de la Canadian Pacific, coule en entraînant 1 012 personnes dans la mort. Il avait été abordé par un cargo norvégien alors que les deux navires se trouvaient dans un banc de brume près de Rimouski au Québec. Ce naufrage ne bat pas le record du Titanic, mais plus de passagers hors équipage en sont victimes (840 contre 818 pour le Titanic). Toutefois, l'événement fut en grande partie masqué par le début de la Première Guerre mondiale.
Un naufrage dépassant celui du Titanic en termes de victimes se produit la première fois le 17 juin 1940, lorsque le RMS Lancastria est coulé par l'aviation allemande, causant environ 4 000 morts. Ce chiffre est plusieurs fois dépassé dans les années qui suivent. Le naufrage le plus meurtrier, encore de nos jours, est celui du Wilhelm Gustloff, évacuant des réfugiés de Prusse-Orientale fuyant la progression de l'Armée rouge, coulé le 30 janvier 1945 par un sous-marin soviétique, entraînant la mort de 9 340 personnes,.
Le premier naufrage à dépasser celui du Titanic en temps de paix se produit le 20 décembre 1987. Le Doña Paz, un traversier, coule après être entré en collision avec un pétrolier, Vector, dans le détroit de Tablas, aux Philippines et aurait fait plus de 4 000 victimes.
Il y a plus récemment le naufrage du Joola, qui est un bateau assurant la navette entre la capitale sénégalaise et la région naturelle de Casamance située au sud du Sénégal. Il sombre le 26 septembre 2002 peu avant 23 h, en provoquant la mort de 1 863 personnes, alors qu'il était conçu pour en transporter 550, constituant ainsi la plus grande tragédie de l'histoire du Sénégal et un des naufrages les plus tragiques du monde en temps de paix.